# Lista planetelor minore: 199001–200000
Lista planetelor minore: 199001–200000.

## 199001–199100
| Denumire | Denumire provizorie | Data descoperirii | Locul descoperirii | Descoperitor(i)     |
| -------- | ------------------- | ----------------- | ------------------ | ------------------- |
| 199001 – | 2005 WM51           | 25 noiembrie 2005 | Kitt Peak          | Spacewatch          |
| 199002 – | 2005 WO55           | 28 noiembrie 2005 | Junk Bond          | D. Healy            |
| 199003 – | 2005 WJ56           | 29 noiembrie 2005 | Socorro            | LINEAR              |
| 199004 – | 2005 WM66           | 22 noiembrie 2005 | Kitt Peak          | Spacewatch          |
| 199005 – | 2005 WH67           | 22 noiembrie 2005 | Kitt Peak          | Spacewatch          |
| 199006 – | 2005 WY68           | 25 noiembrie 2005 | Mount Lemmon       | Mount Lemmon Survey |
| 199007 – | 2005 WH70           | 26 noiembrie 2005 | Mount Lemmon       | Mount Lemmon Survey |
| 199008 – | 2005 WP72           | 25 noiembrie 2005 | Kitt Peak          | Spacewatch          |
| 199009 – | 2005 WU73           | 26 noiembrie 2005 | Mount Lemmon       | Mount Lemmon Survey |
| 199010 – | 2005 WK80           | 25 noiembrie 2005 | Mount Lemmon       | Mount Lemmon Survey |
| 199011 – | 2005 WZ86           | 28 noiembrie 2005 | Mount Lemmon       | Mount Lemmon Survey |
| 199012 – | 2005 WS87           | 28 noiembrie 2005 | Mount Lemmon       | Mount Lemmon Survey |
| 199013 – | 2005 WJ89           | 25 noiembrie 2005 | Mount Lemmon       | Mount Lemmon Survey |
| 199014 – | 2005 WS89           | 26 noiembrie 2005 | Catalina           | CSS                 |
| 199015 – | 2005 WF91           | 28 noiembrie 2005 | Catalina           | CSS                 |
| 199016 – | 2005 WF92           | 25 noiembrie 2005 | Mount Lemmon       | Mount Lemmon Survey |
| 199017 – | 2005 WS93           | 25 noiembrie 2005 | Mount Lemmon       | Mount Lemmon Survey |
| 199018 – | 2005 WB94           | 26 noiembrie 2005 | Kitt Peak          | Spacewatch          |
| 199019 – | 2005 WG95           | 26 noiembrie 2005 | Kitt Peak          | Spacewatch          |
| 199020 – | 2005 WA98           | 26 noiembrie 2005 | Kitt Peak          | Spacewatch          |
| 199021 – | 2005 WB98           | 26 noiembrie 2005 | Kitt Peak          | Spacewatch          |
| 199022 – | 2005 WD99           | 28 noiembrie 2005 | Mount Lemmon       | Mount Lemmon Survey |
| 199023 – | 2005 WR101          | 29 noiembrie 2005 | Socorro            | LINEAR              |
| 199024 – | 2005 WZ103          | 28 noiembrie 2005 | Catalina           | CSS                 |
| 199025 – | 2005 WO104          | 28 noiembrie 2005 | Catalina           | CSS                 |
| 199026 – | 2005 WC105          | 29 noiembrie 2005 | Catalina           | CSS                 |
| 199027 – | 2005 WZ116          | 30 noiembrie 2005 | Socorro            | LINEAR              |
| 199028 – | 2005 WT117          | 28 noiembrie 2005 | Socorro            | LINEAR              |
| 199029 – | 2005 WX118          | 25 noiembrie 2005 | Mount Lemmon       | Mount Lemmon Survey |
| 199030 – | 2005 WQ135          | 25 noiembrie 2005 | Mount Lemmon       | Mount Lemmon Survey |
| 199031 – | 2005 WX136          | 26 noiembrie 2005 | Mount Lemmon       | Mount Lemmon Survey |
| 199032 – | 2005 WT138          | 26 noiembrie 2005 | Mount Lemmon       | Mount Lemmon Survey |
| 199033 – | 2005 WU139          | 26 noiembrie 2005 | Mount Lemmon       | Mount Lemmon Survey |
| 199034 – | 2005 WU141          | 28 noiembrie 2005 | Mount Lemmon       | Mount Lemmon Survey |
| 199035 – | 2005 WC143          | 30 noiembrie 2005 | Kitt Peak          | Spacewatch          |
| 199036 – | 2005 WY148          | 28 noiembrie 2005 | Kitt Peak          | Spacewatch          |
| 199037 – | 2005 WB149          | 28 noiembrie 2005 | Kitt Peak          | Spacewatch          |
| 199038 – | 2005 WC151          | 28 noiembrie 2005 | Socorro            | LINEAR              |
| 199039 – | 2005 WL154          | 29 noiembrie 2005 | Kitt Peak          | Spacewatch          |
| 199040 – | 2005 WS154          | 29 noiembrie 2005 | Kitt Peak          | Spacewatch          |
| 199041 – | 2005 WY156          | 30 noiembrie 2005 | Kitt Peak          | Spacewatch          |
| 199042 – | 2005 WB157          | 22 noiembrie 2005 | Kitt Peak          | Spacewatch          |
| 199043 – | 2005 WH157          | 25 noiembrie 2005 | Catalina           | CSS                 |
| 199044 – | 2005 WU157          | 25 noiembrie 2005 | Mount Lemmon       | Mount Lemmon Survey |
| 199045 – | 2005 WA158          | 26 noiembrie 2005 | Mount Lemmon       | Mount Lemmon Survey |
| 199046 – | 2005 WU158          | 29 noiembrie 2005 | Socorro            | LINEAR              |
| 199047 – | 2005 WB167          | 30 noiembrie 2005 | Kitt Peak          | Spacewatch          |
| 199048 – | 2005 WX174          | 30 noiembrie 2005 | Kitt Peak          | Spacewatch          |
| 199049 – | 2005 WN178          | 30 noiembrie 2005 | Kitt Peak          | Spacewatch          |
| 199050 – | 2005 WS185          | 30 noiembrie 2005 | Socorro            | LINEAR              |
| 199051 – | 2005 WF188          | 30 noiembrie 2005 | Kitt Peak          | Spacewatch          |
| 199052 – | 2005 WO188          | 30 noiembrie 2005 | Kitt Peak          | Spacewatch          |
| 199053 – | 2005 WA195          | 30 noiembrie 2005 | Socorro            | LINEAR              |
| 199054 – | 2005 WB195          | 30 noiembrie 2005 | Socorro            | LINEAR              |
| 199055 – | 2005 WU195          | 25 noiembrie 2005 | Mount Lemmon       | Mount Lemmon Survey |
| 199056 – | 2005 WQ204          | 25 noiembrie 2005 | Mount Lemmon       | Mount Lemmon Survey |
| 199057 – | 2005 XT1            | 4 decembrie 2005  | Socorro            | LINEAR              |
| 199058 – | 2005 XC5            | 5 decembrie 2005  | Goodricke-Pigott   | Goodricke-Pigott    |
| 199059 – | 2005 XP6            | 2 decembrie 2005  | Mount Lemmon       | Mount Lemmon Survey |
| 199060 – | 2005 XR7            | 4 decembrie 2005  | Socorro            | LINEAR              |
| 199061 – | 2005 XE13           | 1 decembrie 2005  | Kitt Peak          | Spacewatch          |
| 199062 – | 2005 XD15           | 1 decembrie 2005  | Kitt Peak          | Spacewatch          |
| 199063 – | 2005 XE16           | 1 decembrie 2005  | Kitt Peak          | Spacewatch          |
| 199064 – | 2005 XP16           | 1 decembrie 2005  | Kitt Peak          | Spacewatch          |
| 199065 – | 2005 XY19           | 2 decembrie 2005  | Kitt Peak          | Spacewatch          |
| 199066 – | 2005 XA22           | 2 decembrie 2005  | Socorro            | LINEAR              |
| 199067 – | 2005 XO32           | 4 decembrie 2005  | Kitt Peak          | Spacewatch          |
| 199068 – | 2005 XM40           | 5 decembrie 2005  | Mount Lemmon       | Mount Lemmon Survey |
| 199069 – | 2005 XN41           | 7 decembrie 2005  | Socorro            | LINEAR              |
| 199070 – | 2005 XX45           | 2 decembrie 2005  | Kitt Peak          | Spacewatch          |
| 199071 – | 2005 XJ51           | 2 decembrie 2005  | Kitt Peak          | Spacewatch          |
| 199072 – | 2005 XR56           | 5 decembrie 2005  | Mount Lemmon       | Mount Lemmon Survey |
| 199073 – | 2005 XV57           | 1 decembrie 2005  | Kitt Peak          | Spacewatch          |
| 199074 – | 2005 XQ63           | 5 decembrie 2005  | Mount Lemmon       | Mount Lemmon Survey |
| 199075 – | 2005 XS65           | 5 decembrie 2005  | Socorro            | LINEAR              |
| 199076 – | 2005 XX65           | 7 decembrie 2005  | Socorro            | LINEAR              |
| 199077 – | 2005 XA68           | 5 decembrie 2005  | Kitt Peak          | Spacewatch          |
| 199078 – | 2005 XB74           | 6 decembrie 2005  | Kitt Peak          | Spacewatch          |
| 199079 – | 2005 XS77           | 9 decembrie 2005  | Socorro            | LINEAR              |
| 199080 – | 2005 XC78           | 2 decembrie 2005  | Mount Lemmon       | Mount Lemmon Survey |
| 199081 – | 2005 XP79           | 4 decembrie 2005  | Kitt Peak          | Spacewatch          |
| 199082 – | 2005 XM82           | 10 decembrie 2005 | Kitt Peak          | Spacewatch          |
| 199083 – | 2005 XY91           | 4 decembrie 2005  | Catalina           | CSS                 |
| 199084 – | 2005 XN104          | 1 decembrie 2005  | Kitt Peak          | M. W. Buie          |
| 199085 – | 2005 XO104          | 1 decembrie 2005  | Kitt Peak          | M. W. Buie          |
| 199086 – | 2005 XS114          | 5 decembrie 2005  | Mount Lemmon       | Mount Lemmon Survey |
| 199087 – | 2005 XF115          | 1 decembrie 2005  | Kitt Peak          | Spacewatch          |
| 199088 – | 2005 XX116          | 4 decembrie 2005  | Kitt Peak          | Spacewatch          |
| 199089 – | 2005 YC7            | 21 decembrie 2005 | Catalina           | CSS                 |
| 199090 – | 2005 YO7            | 22 decembrie 2005 | Kitt Peak          | Spacewatch          |
| 199091 – | 2005 YF10           | 21 decembrie 2005 | Kitt Peak          | Spacewatch          |
| 199092 – | 2005 YZ11           | 21 decembrie 2005 | Kitt Peak          | Spacewatch          |
| 199093 – | 2005 YX17           | 23 decembrie 2005 | Kitt Peak          | Spacewatch          |
| 199094 – | 2005 YD22           | 24 decembrie 2005 | Kitt Peak          | Spacewatch          |
| 199095 – | 2005 YO23           | 24 decembrie 2005 | Kitt Peak          | Spacewatch          |
| 199096 – | 2005 YF24           | 24 decembrie 2005 | Kitt Peak          | Spacewatch          |
| 199097 – | 2005 YU27           | 22 decembrie 2005 | Kitt Peak          | Spacewatch          |
| 199098 – | 2005 YN28           | 22 decembrie 2005 | Kitt Peak          | Spacewatch          |
| 199099 – | 2005 YH31           | 22 decembrie 2005 | Kitt Peak          | Spacewatch          |
| 199100 – | 2005 YL31           | 22 decembrie 2005 | Kitt Peak          | Spacewatch          |

## 199101–199200
| Denumire | Denumire provizorie | Data descoperirii | Locul descoperirii | Descoperitor(i)     |
| -------- | ------------------- | ----------------- | ------------------ | ------------------- |
| 199101 – | 2005 YR31           | 22 decembrie 2005 | Kitt Peak          | Spacewatch          |
| 199102 – | 2005 YO34           | 24 decembrie 2005 | Kitt Peak          | Spacewatch          |
| 199103 – | 2005 YY35           | 25 decembrie 2005 | Kitt Peak          | Spacewatch          |
| 199104 – | 2005 YF43           | 24 decembrie 2005 | Kitt Peak          | Spacewatch          |
| 199105 – | 2005 YM43           | 24 decembrie 2005 | Kitt Peak          | Spacewatch          |
| 199106 – | 2005 YP46           | 25 decembrie 2005 | Kitt Peak          | Spacewatch          |
| 199107 – | 2005 YH47           | 25 decembrie 2005 | Kitt Peak          | Spacewatch          |
| 199108 – | 2005 YO47           | 26 decembrie 2005 | Kitt Peak          | Spacewatch          |
| 199109 – | 2005 YJ48           | 22 decembrie 2005 | Kitt Peak          | Spacewatch          |
| 199110 – | 2005 YJ49           | 22 decembrie 2005 | Kitt Peak          | Spacewatch          |
| 199111 – | 2005 YN49           | 22 decembrie 2005 | Kitt Peak          | Spacewatch          |
| 199112 – | 2005 YN50           | 25 decembrie 2005 | Kitt Peak          | Spacewatch          |
| 199113 – | 2005 YO56           | 22 decembrie 2005 | Kitt Peak          | Spacewatch          |
| 199114 – | 2005 YG58           | 24 decembrie 2005 | Kitt Peak          | Spacewatch          |
| 199115 – | 2005 YV60           | 23 decembrie 2005 | Kitt Peak          | Spacewatch          |
| 199116 – | 2005 YZ60           | 23 decembrie 2005 | Kitt Peak          | Spacewatch          |
| 199117 – | 2005 YC67           | 26 decembrie 2005 | Kitt Peak          | Spacewatch          |
| 199118 – | 2005 YV75           | 24 decembrie 2005 | Kitt Peak          | Spacewatch          |
| 199119 – | 2005 YF77           | 24 decembrie 2005 | Kitt Peak          | Spacewatch          |
| 199120 – | 2005 YX78           | 24 decembrie 2005 | Kitt Peak          | Spacewatch          |
| 199121 – | 2005 YG82           | 24 decembrie 2005 | Kitt Peak          | Spacewatch          |
| 199122 – | 2005 YT82           | 24 decembrie 2005 | Kitt Peak          | Spacewatch          |
| 199123 – | 2005 YW83           | 24 decembrie 2005 | Kitt Peak          | Spacewatch          |
| 199124 – | 2005 YQ90           | 26 decembrie 2005 | Mount Lemmon       | Mount Lemmon Survey |
| 199125 – | 2005 YJ92           | 27 decembrie 2005 | Mount Lemmon       | Mount Lemmon Survey |
| 199126 – | 2005 YA94           | 26 decembrie 2005 | Catalina           | CSS                 |
| 199127 – | 2005 YF94           | 26 decembrie 2005 | Catalina           | CSS                 |
| 199128 – | 2005 YG94           | 27 decembrie 2005 | Catalina           | CSS                 |
| 199129 – | 2005 YN94           | 21 decembrie 2005 | Kitt Peak          | Spacewatch          |
| 199130 – | 2005 YJ95           | 25 decembrie 2005 | Kitt Peak          | Spacewatch          |
| 199131 – | 2005 YC96           | 25 decembrie 2005 | Kitt Peak          | Spacewatch          |
| 199132 – | 2005 YO96           | 26 decembrie 2005 | Kitt Peak          | Spacewatch          |
| 199133 – | 2005 YT98           | 26 decembrie 2005 | Kitt Peak          | Spacewatch          |
| 199134 – | 2005 YN100          | 22 decembrie 2005 | Kitt Peak          | Spacewatch          |
| 199135 – | 2005 YE107          | 25 decembrie 2005 | Mount Lemmon       | Mount Lemmon Survey |
| 199136 – | 2005 YU107          | 25 decembrie 2005 | Kitt Peak          | Spacewatch          |
| 199137 – | 2005 YN108          | 25 decembrie 2005 | Kitt Peak          | Spacewatch          |
| 199138 – | 2005 YX112          | 25 decembrie 2005 | Mount Lemmon       | Mount Lemmon Survey |
| 199139 – | 2005 YN116          | 25 decembrie 2005 | Kitt Peak          | Spacewatch          |
| 199140 – | 2005 YA117          | 25 decembrie 2005 | Kitt Peak          | Spacewatch          |
| 199141 – | 2005 YJ121          | 28 decembrie 2005 | Mount Lemmon       | Mount Lemmon Survey |
| 199142 – | 2005 YB126          | 26 decembrie 2005 | Kitt Peak          | Spacewatch          |
| 199143 – | 2005 YC126          | 26 decembrie 2005 | Kitt Peak          | Spacewatch          |
| 199144 – | 2005 YL127          | 28 decembrie 2005 | Palomar            | NEAT                |
| 199145 – | 2005 YY128          | 30 decembrie 2005 | Kitt Peak          | Spacewatch          |
| 199146 – | 2005 YQ136          | 26 decembrie 2005 | Kitt Peak          | Spacewatch          |
| 199147 – | 2005 YV136          | 26 decembrie 2005 | Kitt Peak          | Spacewatch          |
| 199148 – | 2005 YG143          | 28 decembrie 2005 | Mount Lemmon       | Mount Lemmon Survey |
| 199149 – | 2005 YV145          | 29 decembrie 2005 | Socorro            | LINEAR              |
| 199150 – | 2005 YJ150          | 25 decembrie 2005 | Kitt Peak          | Spacewatch          |
| 199151 – | 2005 YC154          | 29 decembrie 2005 | Socorro            | LINEAR              |
| 199152 – | 2005 YG156          | 26 decembrie 2005 | Mount Lemmon       | Mount Lemmon Survey |
| 199153 – | 2005 YP159          | 27 decembrie 2005 | Kitt Peak          | Spacewatch          |
| 199154 – | 2005 YV164          | 29 decembrie 2005 | Catalina           | CSS                 |
| 199155 – | 2005 YH166          | 27 decembrie 2005 | Kitt Peak          | Spacewatch          |
| 199156 – | 2005 YL170          | 31 decembrie 2005 | Kitt Peak          | Spacewatch          |
| 199157 – | 2005 YN170          | 31 decembrie 2005 | Kitt Peak          | Spacewatch          |
| 199158 – | 2005 YG171          | 30 decembrie 2005 | Socorro            | LINEAR              |
| 199159 – | 2005 YW171          | 22 decembrie 2005 | Catalina           | CSS                 |
| 199160 – | 2005 YD174          | 28 decembrie 2005 | Catalina           | CSS                 |
| 199161 – | 2005 YV176          | 22 decembrie 2005 | Kitt Peak          | Spacewatch          |
| 199162 – | 2005 YC178          | 22 decembrie 2005 | Kitt Peak          | Spacewatch          |
| 199163 – | 2005 YN179          | 27 decembrie 2005 | Kitt Peak          | Spacewatch          |
| 199164 – | 2005 YB180          | 27 decembrie 2005 | Kitt Peak          | Spacewatch          |
| 199165 – | 2005 YK180          | 30 decembrie 2005 | 7300 Observatory   | W. K. Y. Yeung      |
| 199166 – | 2005 YS180          | 21 decembrie 2005 | Catalina           | CSS                 |
| 199167 – | 2005 YH182          | 30 decembrie 2005 | 7300 Observatory   | W. K. Y. Yeung      |
| 199168 – | 2005 YP184          | 27 decembrie 2005 | Mount Lemmon       | Mount Lemmon Survey |
| 199169 – | 2005 YZ200          | 22 decembrie 2005 | Kitt Peak          | Spacewatch          |
| 199170 – | 2005 YK202          | 25 decembrie 2005 | Kitt Peak          | Spacewatch          |
| 199171 – | 2005 YD204          | 25 decembrie 2005 | Mount Lemmon       | Mount Lemmon Survey |
| 199172 – | 2005 YH204          | 25 decembrie 2005 | Mount Lemmon       | Mount Lemmon Survey |
| 199173 – | 2005 YU211          | 28 decembrie 2005 | Catalina           | CSS                 |
| 199174 – | 2005 YR212          | 29 decembrie 2005 | Socorro            | LINEAR              |
| 199175 – | 2005 YN213          | 29 decembrie 2005 | Palomar            | NEAT                |
| 199176 – | 2005 YW216          | 29 decembrie 2005 | Kitt Peak          | Spacewatch          |
| 199177 – | 2005 YU219          | 30 decembrie 2005 | Socorro            | LINEAR              |
| 199178 – | 2005 YY220          | 22 decembrie 2005 | Catalina           | CSS                 |
| 199179 – | 2005 YD226          | 25 decembrie 2005 | Mount Lemmon       | Mount Lemmon Survey |
| 199180 – | 2005 YQ227          | 25 decembrie 2005 | Kitt Peak          | Spacewatch          |
| 199181 – | 2005 YA235          | 28 decembrie 2005 | Mount Lemmon       | Mount Lemmon Survey |
| 199182 – | 2005 YD246          | 30 decembrie 2005 | Kitt Peak          | Spacewatch          |
| 199183 – | 2005 YU256          | 30 decembrie 2005 | Kitt Peak          | Spacewatch          |
| 199184 – | 2005 YS263          | 25 decembrie 2005 | Kitt Peak          | Spacewatch          |
| 199185 – | 2005 YU264          | 25 decembrie 2005 | Kitt Peak          | Spacewatch          |
| 199186 – | 2005 YF267          | 24 decembrie 2005 | Kitt Peak          | Spacewatch          |
| 199187 – | 2005 YP269          | 25 decembrie 2005 | Mount Lemmon       | Mount Lemmon Survey |
| 199188 – | 2005 YY269          | 26 decembrie 2005 | Mount Lemmon       | Mount Lemmon Survey |
| 199189 – | 2005 YL270          | 27 decembrie 2005 | Mount Lemmon       | Mount Lemmon Survey |
| 199190 – | 2005 YF273          | 30 decembrie 2005 | Kitt Peak          | Spacewatch          |
| 199191 – | 2005 YQ282          | 26 decembrie 2005 | Mount Lemmon       | Mount Lemmon Survey |
| 199192 – | 2005 YK290          | 30 decembrie 2005 | Mount Lemmon       | Mount Lemmon Survey |
| 199193 – | 2006 AM             | 3 ianuarie 2006   | RAS                | A. Lowe             |
| 199194 – | 2006 AO             | 3 ianuarie 2006   | Gnosca             | S. Sposetti         |
| 199195 – | 2006 AD1            | 2 ianuarie 2006   | Mount Lemmon       | Mount Lemmon Survey |
| 199196 – | 2006 AZ2            | 4 ianuarie 2006   | Catalina           | CSS                 |
| 199197 – | 2006 AX3            | 5 ianuarie 2006   | Kitami             | K. Endate           |
| 199198 – | 2006 AC5            | 2 ianuarie 2006   | Catalina           | CSS                 |
| 199199 – | 2006 AP5            | 2 ianuarie 2006   | Catalina           | CSS                 |
| 199200 – | 2006 AE6            | 2 ianuarie 2006   | Socorro            | LINEAR              |

## 199201–199300
| Denumire | Denumire provizorie | Data descoperirii | Locul descoperirii | Descoperitor(i)          |
| -------- | ------------------- | ----------------- | ------------------ | ------------------------ |
| 199201 – | 2006 AP10           | 4 ianuarie 2006   | Catalina           | CSS                      |
| 199202 – | 2006 AE11           | 4 ianuarie 2006   | Mount Lemmon       | Mount Lemmon Survey      |
| 199203 – | 2006 AZ17           | 5 ianuarie 2006   | Socorro            | LINEAR                   |
| 199204 – | 2006 AT18           | 5 ianuarie 2006   | Kitt Peak          | Spacewatch               |
| 199205 – | 2006 AB19           | 5 ianuarie 2006   | Kitt Peak          | Spacewatch               |
| 199206 – | 2006 AN19           | 4 ianuarie 2006   | Mount Lemmon       | Mount Lemmon Survey      |
| 199207 – | 2006 AB20           | 5 ianuarie 2006   | Catalina           | CSS                      |
| 199208 – | 2006 AX20           | 5 ianuarie 2006   | Catalina           | CSS                      |
| 199209 – | 2006 AR21           | 5 ianuarie 2006   | Catalina           | CSS                      |
| 199210 – | 2006 AS21           | 5 ianuarie 2006   | Catalina           | CSS                      |
| 199211 – | 2006 AW21           | 5 ianuarie 2006   | Catalina           | CSS                      |
| 199212 – | 2006 AH22           | 5 ianuarie 2006   | Catalina           | CSS                      |
| 199213 – | 2006 AK22           | 5 ianuarie 2006   | Catalina           | CSS                      |
| 199214 – | 2006 AY27           | 5 ianuarie 2006   | Mount Lemmon       | Mount Lemmon Survey      |
| 199215 – | 2006 AF29           | 6 ianuarie 2006   | Anderson Mesa      | LONEOS                   |
| 199216 – | 2006 AJ29           | 6 ianuarie 2006   | Mount Lemmon       | Mount Lemmon Survey      |
| 199217 – | 2006 AO30           | 4 ianuarie 2006   | Catalina           | CSS                      |
| 199218 – | 2006 AL32           | 5 ianuarie 2006   | Anderson Mesa      | LONEOS                   |
| 199219 – | 2006 AO37           | 4 ianuarie 2006   | Kitt Peak          | Spacewatch               |
| 199220 – | 2006 AD41           | 7 ianuarie 2006   | Kitt Peak          | Spacewatch               |
| 199221 – | 2006 AD42           | 6 ianuarie 2006   | Kitt Peak          | Spacewatch               |
| 199222 – | 2006 AR42           | 6 ianuarie 2006   | Kitt Peak          | Spacewatch               |
| 199223 – | 2006 AO43           | 6 ianuarie 2006   | Mount Lemmon       | Mount Lemmon Survey      |
| 199224 – | 2006 AF45           | 2 ianuarie 2006   | Catalina           | CSS                      |
| 199225 – | 2006 AC47           | 6 ianuarie 2006   | Catalina           | CSS                      |
| 199226 – | 2006 AL48           | 8 ianuarie 2006   | Mount Lemmon       | Mount Lemmon Survey      |
| 199227 – | 2006 AO49           | 5 ianuarie 2006   | Kitt Peak          | Spacewatch               |
| 199228 – | 2006 AN52           | 5 ianuarie 2006   | Anderson Mesa      | LONEOS                   |
| 199229 – | 2006 AY58           | 4 ianuarie 2006   | Mount Lemmon       | Mount Lemmon Survey      |
| 199230 – | 2006 AV65           | 8 ianuarie 2006   | Kitt Peak          | Spacewatch               |
| 199231 – | 2006 AB66           | 8 ianuarie 2006   | Mount Lemmon       | Mount Lemmon Survey      |
| 199232 – | 2006 AF68           | 5 ianuarie 2006   | Mount Lemmon       | Mount Lemmon Survey      |
| 199233 – | 2006 AT68           | 5 ianuarie 2006   | Mount Lemmon       | Mount Lemmon Survey      |
| 199234 – | 2006 AC70           | 6 ianuarie 2006   | Kitt Peak          | Spacewatch               |
| 199235 – | 2006 AU72           | 6 ianuarie 2006   | Kitt Peak          | Spacewatch               |
| 199236 – | 2006 AA73           | 7 ianuarie 2006   | Mount Lemmon       | Mount Lemmon Survey      |
| 199237 – | 2006 AJ74           | 5 ianuarie 2006   | Anderson Mesa      | LONEOS                   |
| 199238 – | 2006 AM77           | 6 ianuarie 2006   | Kitt Peak          | Spacewatch               |
| 199239 – | 2006 AQ77           | 6 ianuarie 2006   | Mount Lemmon       | Mount Lemmon Survey      |
| 199240 – | 2006 AW84           | 6 ianuarie 2006   | Anderson Mesa      | LONEOS                   |
| 199241 – | 2006 AC85           | 6 ianuarie 2006   | Socorro            | LINEAR                   |
| 199242 – | 2006 AK86           | 6 ianuarie 2006   | Catalina           | CSS                      |
| 199243 – | 2006 AO90           | 6 ianuarie 2006   | Kitt Peak          | Spacewatch               |
| 199244 – | 2006 AK91           | 7 ianuarie 2006   | Kitt Peak          | Spacewatch               |
| 199245 – | 2006 AR92           | 7 ianuarie 2006   | Mount Lemmon       | Mount Lemmon Survey      |
| 199246 – | 2006 AJ97           | 5 ianuarie 2006   | Catalina           | CSS                      |
| 199247 – | 2006 AE98           | 5 ianuarie 2006   | Mount Lemmon       | Mount Lemmon Survey      |
| 199248 – | 2006 AM100          | 8 ianuarie 2006   | Mount Lemmon       | Mount Lemmon Survey      |
| 199249 – | 2006 AZ101          | 5 ianuarie 2006   | Mount Lemmon       | Mount Lemmon Survey      |
| 199250 – | 2006 AE102          | 8 ianuarie 2006   | Mount Lemmon       | Mount Lemmon Survey      |
| 199251 – | 2006 BZ             | 18 ianuarie 2006  | Palomar            | NEAT                     |
| 199252 – | 2006 BF2            | 20 ianuarie 2006  | Kitt Peak          | Spacewatch               |
| 199253 – | 2006 BN2            | 20 ianuarie 2006  | Kitt Peak          | Spacewatch               |
| 199254 – | 2006 BU2            | 20 ianuarie 2006  | Catalina           | CSS                      |
| 199255 – | 2006 BB4            | 21 ianuarie 2006  | Kitt Peak          | Spacewatch               |
| 199256 – | 2006 BQ5            | 21 ianuarie 2006  | Mount Lemmon       | Mount Lemmon Survey      |
| 199257 – | 2006 BW9            | 20 ianuarie 2006  | Kitt Peak          | Spacewatch               |
| 199258 – | 2006 BN11           | 20 ianuarie 2006  | Kitt Peak          | Spacewatch               |
| 199259 – | 2006 BF12           | 21 ianuarie 2006  | Mount Lemmon       | Mount Lemmon Survey      |
| 199260 – | 2006 BJ12           | 21 ianuarie 2006  | Anderson Mesa      | LONEOS                   |
| 199261 – | 2006 BN12           | 21 ianuarie 2006  | Kitt Peak          | Spacewatch               |
| 199262 – | 2006 BB13           | 21 ianuarie 2006  | Mount Lemmon       | Mount Lemmon Survey      |
| 199263 – | 2006 BB14           | 22 ianuarie 2006  | Mount Lemmon       | Mount Lemmon Survey      |
| 199264 – | 2006 BC14           | 22 ianuarie 2006  | Mount Lemmon       | Mount Lemmon Survey      |
| 199265 – | 2006 BT15           | 22 ianuarie 2006  | Mount Lemmon       | Mount Lemmon Survey      |
| 199266 – | 2006 BC20           | 22 ianuarie 2006  | Anderson Mesa      | LONEOS                   |
| 199267 – | 2006 BW20           | 22 ianuarie 2006  | Mount Lemmon       | Mount Lemmon Survey      |
| 199268 – | 2006 BB22           | 22 ianuarie 2006  | Mount Lemmon       | Mount Lemmon Survey      |
| 199269 – | 2006 BZ22           | 22 ianuarie 2006  | Mount Lemmon       | Mount Lemmon Survey      |
| 199270 – | 2006 BC29           | 23 ianuarie 2006  | Socorro            | LINEAR                   |
| 199271 – | 2006 BU30           | 20 ianuarie 2006  | Kitt Peak          | Spacewatch               |
| 199272 – | 2006 BS31           | 20 ianuarie 2006  | Kitt Peak          | Spacewatch               |
| 199273 – | 2006 BV31           | 20 ianuarie 2006  | Kitt Peak          | Spacewatch               |
| 199274 – | 2006 BW31           | 20 ianuarie 2006  | Kitt Peak          | Spacewatch               |
| 199275 – | 2006 BU32           | 21 ianuarie 2006  | Kitt Peak          | Spacewatch               |
| 199276 – | 2006 BY33           | 21 ianuarie 2006  | Kitt Peak          | Spacewatch               |
| 199277 – | 2006 BA34           | 21 ianuarie 2006  | Kitt Peak          | Spacewatch               |
| 199278 – | 2006 BV37           | 23 ianuarie 2006  | Mount Lemmon       | Mount Lemmon Survey      |
| 199279 – | 2006 BN40           | 21 ianuarie 2006  | Kitt Peak          | Spacewatch               |
| 199280 – | 2006 BE44           | 23 ianuarie 2006  | Catalina           | CSS                      |
| 199281 – | 2006 BU44           | 23 ianuarie 2006  | Mount Lemmon       | Mount Lemmon Survey      |
| 199282 – | 2006 BS45           | 23 ianuarie 2006  | Mount Lemmon       | Mount Lemmon Survey      |
| 199283 – | 2006 BW46           | 23 ianuarie 2006  | Mount Lemmon       | Mount Lemmon Survey      |
| 199284 – | 2006 BB47           | 24 ianuarie 2006  | Socorro            | LINEAR                   |
| 199285 – | 2006 BP53           | 25 ianuarie 2006  | Kitt Peak          | Spacewatch               |
| 199286 – | 2006 BC54           | 25 ianuarie 2006  | Kitt Peak          | Spacewatch               |
| 199287 – | 2006 BX54           | 25 ianuarie 2006  | Nyukasa            | H. Kurosaki, A. Nakajima |
| 199288 – | 2006 BX56           | 22 ianuarie 2006  | Mount Lemmon       | Mount Lemmon Survey      |
| 199289 – | 2006 BO57           | 23 ianuarie 2006  | Kitt Peak          | Spacewatch               |
| 199290 – | 2006 BQ58           | 23 ianuarie 2006  | Socorro            | LINEAR                   |
| 199291 – | 2006 BB60           | 25 ianuarie 2006  | Kitt Peak          | Spacewatch               |
| 199292 – | 2006 BD63           | 21 ianuarie 2006  | Palomar            | NEAT                     |
| 199293 – | 2006 BC66           | 23 ianuarie 2006  | Kitt Peak          | Spacewatch               |
| 199294 – | 2006 BN68           | 23 ianuarie 2006  | Kitt Peak          | Spacewatch               |
| 199295 – | 2006 BQ68           | 23 ianuarie 2006  | Kitt Peak          | Spacewatch               |
| 199296 – | 2006 BA76           | 23 ianuarie 2006  | Kitt Peak          | Spacewatch               |
| 199297 – | 2006 BB79           | 23 ianuarie 2006  | Kitt Peak          | Spacewatch               |
| 199298 – | 2006 BL79           | 23 ianuarie 2006  | Kitt Peak          | Spacewatch               |
| 199299 – | 2006 BV79           | 23 ianuarie 2006  | Kitt Peak          | Spacewatch               |
| 199300 – | 2006 BB80           | 23 ianuarie 2006  | Kitt Peak          | Spacewatch               |

## 199301–199400
| Denumire | Denumire provizorie | Data descoperirii | Locul descoperirii | Descoperitor(i)     |
| -------- | ------------------- | ----------------- | ------------------ | ------------------- |
| 199301 – | 2006 BC82           | 23 ianuarie 2006  | Kitt Peak          | Spacewatch          |
| 199302 – | 2006 BD82           | 23 ianuarie 2006  | Kitt Peak          | Spacewatch          |
| 199303 – | 2006 BM83           | 25 ianuarie 2006  | Kitt Peak          | Spacewatch          |
| 199304 – | 2006 BV83           | 25 ianuarie 2006  | Kitt Peak          | Spacewatch          |
| 199305 – | 2006 BR86           | 25 ianuarie 2006  | Kitt Peak          | Spacewatch          |
| 199306 – | 2006 BL91           | 26 ianuarie 2006  | Kitt Peak          | Spacewatch          |
| 199307 – | 2006 BR93           | 26 ianuarie 2006  | Kitt Peak          | Spacewatch          |
| 199308 – | 2006 BS93           | 26 ianuarie 2006  | Kitt Peak          | Spacewatch          |
| 199309 – | 2006 BF98           | 27 ianuarie 2006  | Socorro            | LINEAR              |
| 199310 – | 2006 BB99           | 27 ianuarie 2006  | Catalina           | CSS                 |
| 199311 – | 2006 BJ99           | 22 ianuarie 2006  | Mount Lemmon       | Mount Lemmon Survey |
| 199312 – | 2006 BN101          | 23 ianuarie 2006  | Mount Lemmon       | Mount Lemmon Survey |
| 199313 – | 2006 BZ101          | 23 ianuarie 2006  | Mount Lemmon       | Mount Lemmon Survey |
| 199314 – | 2006 BG102          | 23 ianuarie 2006  | Mount Lemmon       | Mount Lemmon Survey |
| 199315 – | 2006 BN103          | 23 ianuarie 2006  | Mount Lemmon       | Mount Lemmon Survey |
| 199316 – | 2006 BR103          | 23 ianuarie 2006  | Mount Lemmon       | Mount Lemmon Survey |
| 199317 – | 2006 BQ107          | 25 ianuarie 2006  | Kitt Peak          | Spacewatch          |
| 199318 – | 2006 BA113          | 25 ianuarie 2006  | Kitt Peak          | Spacewatch          |
| 199319 – | 2006 BJ114          | 25 ianuarie 2006  | Kitt Peak          | Spacewatch          |
| 199320 – | 2006 BB117          | 26 ianuarie 2006  | Kitt Peak          | Spacewatch          |
| 199321 – | 2006 BN117          | 26 ianuarie 2006  | Mount Lemmon       | Mount Lemmon Survey |
| 199322 – | 2006 BC118          | 26 ianuarie 2006  | Kitt Peak          | Spacewatch          |
| 199323 – | 2006 BB120          | 26 ianuarie 2006  | Kitt Peak          | Spacewatch          |
| 199324 – | 2006 BD122          | 26 ianuarie 2006  | Kitt Peak          | Spacewatch          |
| 199325 – | 2006 BJ122          | 26 ianuarie 2006  | Kitt Peak          | Spacewatch          |
| 199326 – | 2006 BR122          | 26 ianuarie 2006  | Kitt Peak          | Spacewatch          |
| 199327 – | 2006 BR128          | 26 ianuarie 2006  | Mount Lemmon       | Mount Lemmon Survey |
| 199328 – | 2006 BC131          | 26 ianuarie 2006  | Kitt Peak          | Spacewatch          |
| 199329 – | 2006 BH131          | 26 ianuarie 2006  | Kitt Peak          | Spacewatch          |
| 199330 – | 2006 BS131          | 26 ianuarie 2006  | Kitt Peak          | Spacewatch          |
| 199331 – | 2006 BT131          | 26 ianuarie 2006  | Kitt Peak          | Spacewatch          |
| 199332 – | 2006 BU131          | 26 ianuarie 2006  | Kitt Peak          | Spacewatch          |
| 199333 – | 2006 BZ131          | 26 ianuarie 2006  | Kitt Peak          | Spacewatch          |
| 199334 – | 2006 BS133          | 26 ianuarie 2006  | Mount Lemmon       | Mount Lemmon Survey |
| 199335 – | 2006 BX133          | 26 ianuarie 2006  | Mount Lemmon       | Mount Lemmon Survey |
| 199336 – | 2006 BU138          | 28 ianuarie 2006  | Mount Lemmon       | Mount Lemmon Survey |
| 199337 – | 2006 BE147          | 31 ianuarie 2006  | 7300 Observatory   | W. K. Y. Yeung      |
| 199338 – | 2006 BM148          | 22 ianuarie 2006  | Catalina           | CSS                 |
| 199339 – | 2006 BS150          | 25 ianuarie 2006  | Kitt Peak          | Spacewatch          |
| 199340 – | 2006 BA155          | 25 ianuarie 2006  | Kitt Peak          | Spacewatch          |
| 199341 – | 2006 BM157          | 25 ianuarie 2006  | Kitt Peak          | Spacewatch          |
| 199342 – | 2006 BW157          | 25 ianuarie 2006  | Kitt Peak          | Spacewatch          |
| 199343 – | 2006 BY157          | 25 ianuarie 2006  | Kitt Peak          | Spacewatch          |
| 199344 – | 2006 BL158          | 25 ianuarie 2006  | Kitt Peak          | Spacewatch          |
| 199345 – | 2006 BS158          | 26 ianuarie 2006  | Mount Lemmon       | Mount Lemmon Survey |
| 199346 – | 2006 BP161          | 26 ianuarie 2006  | Anderson Mesa      | LONEOS              |
| 199347 – | 2006 BA162          | 26 ianuarie 2006  | Catalina           | CSS                 |
| 199348 – | 2006 BW162          | 26 ianuarie 2006  | Mount Lemmon       | Mount Lemmon Survey |
| 199349 – | 2006 BB163          | 26 ianuarie 2006  | Mount Lemmon       | Mount Lemmon Survey |
| 199350 – | 2006 BJ163          | 26 ianuarie 2006  | Mount Lemmon       | Mount Lemmon Survey |
| 199351 – | 2006 BT165          | 26 ianuarie 2006  | Mount Lemmon       | Mount Lemmon Survey |
| 199352 – | 2006 BD167          | 26 ianuarie 2006  | Mount Lemmon       | Mount Lemmon Survey |
| 199353 – | 2006 BP168          | 26 ianuarie 2006  | Mount Lemmon       | Mount Lemmon Survey |
| 199354 – | 2006 BR179          | 27 ianuarie 2006  | Mount Lemmon       | Mount Lemmon Survey |
| 199355 – | 2006 BD180          | 27 ianuarie 2006  | Mount Lemmon       | Mount Lemmon Survey |
| 199356 – | 2006 BW182          | 27 ianuarie 2006  | Mount Lemmon       | Mount Lemmon Survey |
| 199357 – | 2006 BY182          | 27 ianuarie 2006  | Mount Lemmon       | Mount Lemmon Survey |
| 199358 – | 2006 BZ182          | 27 ianuarie 2006  | Mount Lemmon       | Mount Lemmon Survey |
| 199359 – | 2006 BG183          | 27 ianuarie 2006  | Mount Lemmon       | Mount Lemmon Survey |
| 199360 – | 2006 BP186          | 28 ianuarie 2006  | Mount Lemmon       | Mount Lemmon Survey |
| 199361 – | 2006 BV186          | 28 ianuarie 2006  | Mount Lemmon       | Mount Lemmon Survey |
| 199362 – | 2006 BR188          | 28 ianuarie 2006  | Kitt Peak          | Spacewatch          |
| 199363 – | 2006 BQ189          | 28 ianuarie 2006  | Kitt Peak          | Spacewatch          |
| 199364 – | 2006 BY190          | 28 ianuarie 2006  | Kitt Peak          | Spacewatch          |
| 199365 – | 2006 BN192          | 30 ianuarie 2006  | Kitt Peak          | Spacewatch          |
| 199366 – | 2006 BP195          | 30 ianuarie 2006  | Kitt Peak          | Spacewatch          |
| 199367 – | 2006 BZ198          | 30 ianuarie 2006  | Kitt Peak          | Spacewatch          |
| 199368 – | 2006 BE201          | 31 ianuarie 2006  | Mount Lemmon       | Mount Lemmon Survey |
| 199369 – | 2006 BY201          | 31 ianuarie 2006  | Kitt Peak          | Spacewatch          |
| 199370 – | 2006 BA203          | 31 ianuarie 2006  | Kitt Peak          | Spacewatch          |
| 199371 – | 2006 BA211          | 31 ianuarie 2006  | Catalina           | CSS                 |
| 199372 – | 2006 BZ211          | 31 ianuarie 2006  | Kitt Peak          | Spacewatch          |
| 199373 – | 2006 BT216          | 26 ianuarie 2006  | Anderson Mesa      | LONEOS              |
| 199374 – | 2006 BW218          | 28 ianuarie 2006  | Mount Lemmon       | Mount Lemmon Survey |
| 199375 – | 2006 BB219          | 28 ianuarie 2006  | Mount Lemmon       | Mount Lemmon Survey |
| 199376 – | 2006 BO222          | 30 ianuarie 2006  | Kitt Peak          | Spacewatch          |
| 199377 – | 2006 BW223          | 30 ianuarie 2006  | Kitt Peak          | Spacewatch          |
| 199378 – | 2006 BA224          | 30 ianuarie 2006  | Kitt Peak          | Spacewatch          |
| 199379 – | 2006 BX226          | 30 ianuarie 2006  | Kitt Peak          | Spacewatch          |
| 199380 – | 2006 BK227          | 30 ianuarie 2006  | Kitt Peak          | Spacewatch          |
| 199381 – | 2006 BP227          | 30 ianuarie 2006  | Kitt Peak          | Spacewatch          |
| 199382 – | 2006 BH240          | 31 ianuarie 2006  | Kitt Peak          | Spacewatch          |
| 199383 – | 2006 BY247          | 31 ianuarie 2006  | Kitt Peak          | Spacewatch          |
| 199384 – | 2006 BC248          | 31 ianuarie 2006  | Kitt Peak          | Spacewatch          |
| 199385 – | 2006 BT248          | 31 ianuarie 2006  | Kitt Peak          | Spacewatch          |
| 199386 – | 2006 BV249          | 31 ianuarie 2006  | Mount Lemmon       | Mount Lemmon Survey |
| 199387 – | 2006 BP251          | 31 ianuarie 2006  | Kitt Peak          | Spacewatch          |
| 199388 – | 2006 BA252          | 31 ianuarie 2006  | Kitt Peak          | Spacewatch          |
| 199389 – | 2006 BH254          | 31 ianuarie 2006  | Kitt Peak          | Spacewatch          |
| 199390 – | 2006 BD255          | 31 ianuarie 2006  | Kitt Peak          | Spacewatch          |
| 199391 – | 2006 BN255          | 31 ianuarie 2006  | Kitt Peak          | Spacewatch          |
| 199392 – | 2006 BB257          | 31 ianuarie 2006  | Kitt Peak          | Spacewatch          |
| 199393 – | 2006 BJ264          | 31 ianuarie 2006  | Kitt Peak          | Spacewatch          |
| 199394 – | 2006 BU264          | 31 ianuarie 2006  | Kitt Peak          | Spacewatch          |
| 199395 – | 2006 BE265          | 31 ianuarie 2006  | Kitt Peak          | Spacewatch          |
| 199396 – | 2006 BA266          | 31 ianuarie 2006  | Kitt Peak          | Spacewatch          |
| 199397 – | 2006 BD266          | 31 ianuarie 2006  | Kitt Peak          | Spacewatch          |
| 199398 – | 2006 BO266          | 31 ianuarie 2006  | Kitt Peak          | Spacewatch          |
| 199399 – | 2006 BT268          | 27 ianuarie 2006  | Catalina           | CSS                 |
| 199400 – | 2006 BZ273          | 26 ianuarie 2006  | Kitt Peak          | Spacewatch          |

## 199401–199500
| Denumire | Denumire provizorie | Data descoperirii | Locul descoperirii | Descoperitor(i)     |
| -------- | ------------------- | ----------------- | ------------------ | ------------------- |
| 199401 – | 2006 BG274          | 23 ianuarie 2006  | Mount Lemmon       | Mount Lemmon Survey |
| 199402 – | 2006 BW274          | 23 ianuarie 2006  | Mount Lemmon       | Mount Lemmon Survey |
| 199403 – | 2006 CM9            | 1 februarie 2006  | Catalina           | CSS                 |
| 199404 – | 2006 CG14           | 1 februarie 2006  | Kitt Peak          | Spacewatch          |
| 199405 – | 2006 CV17           | 1 februarie 2006  | Kitt Peak          | Spacewatch          |
| 199406 – | 2006 CF19           | 1 februarie 2006  | Mount Lemmon       | Mount Lemmon Survey |
| 199407 – | 2006 CF21           | 1 februarie 2006  | Catalina           | CSS                 |
| 199408 – | 2006 CC27           | 2 februarie 2006  | Kitt Peak          | Spacewatch          |
| 199409 – | 2006 CW29           | 2 februarie 2006  | Kitt Peak          | Spacewatch          |
| 199410 – | 2006 CY34           | 2 februarie 2006  | Mount Lemmon       | Mount Lemmon Survey |
| 199411 – | 2006 CZ38           | 2 februarie 2006  | Kitt Peak          | Spacewatch          |
| 199412 – | 2006 CR41           | 2 februarie 2006  | Kitt Peak          | Spacewatch          |
| 199413 – | 2006 CV42           | 2 februarie 2006  | Kitt Peak          | Spacewatch          |
| 199414 – | 2006 CV43           | 2 februarie 2006  | Mount Lemmon       | Mount Lemmon Survey |
| 199415 – | 2006 CY43           | 2 februarie 2006  | Kitt Peak          | Spacewatch          |
| 199416 – | 2006 CJ53           | 4 februarie 2006  | Kitt Peak          | Spacewatch          |
| 199417 – | 2006 CJ57           | 4 februarie 2006  | Mount Lemmon       | Mount Lemmon Survey |
| 199418 – | 2006 CU57           | 4 februarie 2006  | Mount Lemmon       | Mount Lemmon Survey |
| 199419 – | 2006 DG             | 21 februarie 2006 | RAS                | A. Lowe             |
| 199420 – | 2006 DQ1            | 20 februarie 2006 | Kitt Peak          | Spacewatch          |
| 199421 – | 2006 DX1            | 20 februarie 2006 | Kitt Peak          | Spacewatch          |
| 199422 – | 2006 DZ1            | 20 februarie 2006 | Kitt Peak          | Spacewatch          |
| 199423 – | 2006 DR6            | 20 februarie 2006 | Mount Lemmon       | Mount Lemmon Survey |
| 199424 – | 2006 DA7            | 20 februarie 2006 | Catalina           | CSS                 |
| 199425 – | 2006 DD8            | 20 februarie 2006 | Kitt Peak          | Spacewatch          |
| 199426 – | 2006 DE8            | 20 februarie 2006 | Kitt Peak          | Spacewatch          |
| 199427 – | 2006 DC12           | 20 februarie 2006 | Catalina           | CSS                 |
| 199428 – | 2006 DS12           | 21 februarie 2006 | Catalina           | CSS                 |
| 199429 – | 2006 DJ13           | 22 februarie 2006 | Catalina           | CSS                 |
| 199430 – | 2006 DP19           | 20 februarie 2006 | Kitt Peak          | Spacewatch          |
| 199431 – | 2006 DD20           | 20 februarie 2006 | Kitt Peak          | Spacewatch          |
| 199432 – | 2006 DH22           | 20 februarie 2006 | Kitt Peak          | Spacewatch          |
| 199433 – | 2006 DY22           | 20 februarie 2006 | Kitt Peak          | Spacewatch          |
| 199434 – | 2006 DJ23           | 20 februarie 2006 | Kitt Peak          | Spacewatch          |
| 199435 – | 2006 DT24           | 20 februarie 2006 | Kitt Peak          | Spacewatch          |
| 199436 – | 2006 DV25           | 20 februarie 2006 | Kitt Peak          | Spacewatch          |
| 199437 – | 2006 DN26           | 20 februarie 2006 | Mount Lemmon       | Mount Lemmon Survey |
| 199438 – | 2006 DR30           | 20 februarie 2006 | Kitt Peak          | Spacewatch          |
| 199439 – | 2006 DN31           | 20 februarie 2006 | Mount Lemmon       | Mount Lemmon Survey |
| 199440 – | 2006 DU31           | 20 februarie 2006 | Mount Lemmon       | Mount Lemmon Survey |
| 199441 – | 2006 DY31           | 20 februarie 2006 | Mount Lemmon       | Mount Lemmon Survey |
| 199442 – | 2006 DL33           | 20 februarie 2006 | Kitt Peak          | Spacewatch          |
| 199443 – | 2006 DN33           | 20 februarie 2006 | Kitt Peak          | Spacewatch          |
| 199444 – | 2006 DM34           | 20 februarie 2006 | Kitt Peak          | Spacewatch          |
| 199445 – | 2006 DU34           | 20 februarie 2006 | Mount Lemmon       | Mount Lemmon Survey |
| 199446 – | 2006 DM35           | 20 februarie 2006 | Mount Lemmon       | Mount Lemmon Survey |
| 199447 – | 2006 DG36           | 20 februarie 2006 | Mount Lemmon       | Mount Lemmon Survey |
| 199448 – | 2006 DQ37           | 20 februarie 2006 | Mount Lemmon       | Mount Lemmon Survey |
| 199449 – | 2006 DD38           | 21 februarie 2006 | Anderson Mesa      | LONEOS              |
| 199450 – | 2006 DF38           | 21 februarie 2006 | Anderson Mesa      | LONEOS              |
| 199451 – | 2006 DH38           | 21 februarie 2006 | Anderson Mesa      | LONEOS              |
| 199452 – | 2006 DK38           | 21 februarie 2006 | Anderson Mesa      | LONEOS              |
| 199453 – | 2006 DL39           | 21 februarie 2006 | Mount Lemmon       | Mount Lemmon Survey |
| 199454 – | 2006 DQ39           | 22 februarie 2006 | Catalina           | CSS                 |
| 199455 – | 2006 DY40           | 22 februarie 2006 | Catalina           | CSS                 |
| 199456 – | 2006 DF41           | 23 februarie 2006 | Kitt Peak          | Spacewatch          |
| 199457 – | 2006 DN41           | 23 februarie 2006 | Anderson Mesa      | LONEOS              |
| 199458 – | 2006 DJ45           | 20 februarie 2006 | Mount Lemmon       | Mount Lemmon Survey |
| 199459 – | 2006 DT46           | 20 februarie 2006 | Mount Lemmon       | Mount Lemmon Survey |
| 199460 – | 2006 DB47           | 20 februarie 2006 | Mount Lemmon       | Mount Lemmon Survey |
| 199461 – | 2006 DP52           | 24 februarie 2006 | Palomar            | NEAT                |
| 199462 – | 2006 DZ52           | 24 februarie 2006 | Kitt Peak          | Spacewatch          |
| 199463 – | 2006 DX57           | 24 februarie 2006 | Mount Lemmon       | Mount Lemmon Survey |
| 199464 – | 2006 DY57           | 24 februarie 2006 | Mount Lemmon       | Mount Lemmon Survey |
| 199465 – | 2006 DX58           | 24 februarie 2006 | Kitt Peak          | Spacewatch          |
| 199466 – | 2006 DC59           | 24 februarie 2006 | Mount Lemmon       | Mount Lemmon Survey |
| 199467 – | 2006 DW59           | 24 februarie 2006 | Mount Lemmon       | Mount Lemmon Survey |
| 199468 – | 2006 DF60           | 24 februarie 2006 | Kitt Peak          | Spacewatch          |
| 199469 – | 2006 DR60           | 24 februarie 2006 | Kitt Peak          | Spacewatch          |
| 199470 – | 2006 DL62           | 25 februarie 2006 | Socorro            | LINEAR              |
| 199471 – | 2006 DR64           | 20 februarie 2006 | Catalina           | CSS                 |
| 199472 – | 2006 DT64           | 20 februarie 2006 | Catalina           | CSS                 |
| 199473 – | 2006 DW64           | 20 februarie 2006 | Catalina           | CSS                 |
| 199474 – | 2006 DD66           | 21 februarie 2006 | Catalina           | CSS                 |
| 199475 – | 2006 DQ66           | 22 februarie 2006 | Catalina           | CSS                 |
| 199476 – | 2006 DS66           | 22 februarie 2006 | Socorro            | LINEAR              |
| 199477 – | 2006 DV66           | 22 februarie 2006 | Anderson Mesa      | LONEOS              |
| 199478 – | 2006 DE73           | 22 februarie 2006 | Anderson Mesa      | LONEOS              |
| 199479 – | 2006 DM73           | 22 februarie 2006 | Mount Lemmon       | Mount Lemmon Survey |
| 199480 – | 2006 DY73           | 23 februarie 2006 | Kitt Peak          | Spacewatch          |
| 199481 – | 2006 DO74           | 24 februarie 2006 | Kitt Peak          | Spacewatch          |
| 199482 – | 2006 DE76           | 24 februarie 2006 | Kitt Peak          | Spacewatch          |
| 199483 – | 2006 DY76           | 24 februarie 2006 | Kitt Peak          | Spacewatch          |
| 199484 – | 2006 DA77           | 24 februarie 2006 | Kitt Peak          | Spacewatch          |
| 199485 – | 2006 DH79           | 24 februarie 2006 | Kitt Peak          | Spacewatch          |
| 199486 – | 2006 DP79           | 24 februarie 2006 | Kitt Peak          | Spacewatch          |
| 199487 – | 2006 DY81           | 24 februarie 2006 | Kitt Peak          | Spacewatch          |
| 199488 – | 2006 DB83           | 24 februarie 2006 | Kitt Peak          | Spacewatch          |
| 199489 – | 2006 DO83           | 24 februarie 2006 | Kitt Peak          | Spacewatch          |
| 199490 – | 2006 DT84           | 24 februarie 2006 | Kitt Peak          | Spacewatch          |
| 199491 – | 2006 DD85           | 24 februarie 2006 | Kitt Peak          | Spacewatch          |
| 199492 – | 2006 DX87           | 24 februarie 2006 | Kitt Peak          | Spacewatch          |
| 199493 – | 2006 DG89           | 24 februarie 2006 | Kitt Peak          | Spacewatch          |
| 199494 – | 2006 DR91           | 24 februarie 2006 | Kitt Peak          | Spacewatch          |
| 199495 – | 2006 DS92           | 24 februarie 2006 | Kitt Peak          | Spacewatch          |
| 199496 – | 2006 DA94           | 24 februarie 2006 | Kitt Peak          | Spacewatch          |
| 199497 – | 2006 DE94           | 24 februarie 2006 | Kitt Peak          | Spacewatch          |
| 199498 – | 2006 DX95           | 24 februarie 2006 | Kitt Peak          | Spacewatch          |
| 199499 – | 2006 DN96           | 24 februarie 2006 | Kitt Peak          | Spacewatch          |
| 199500 – | 2006 DD103          | 25 februarie 2006 | Mount Lemmon       | Mount Lemmon Survey |

## 199501–199600
| Denumire | Denumire provizorie | Data descoperirii | Locul descoperirii | Descoperitor(i)     |
| -------- | ------------------- | ----------------- | ------------------ | ------------------- |
| 199501 – | 2006 DG104          | 25 februarie 2006 | Kitt Peak          | Spacewatch          |
| 199502 – | 2006 DH110          | 25 februarie 2006 | Socorro            | LINEAR              |
| 199503 – | 2006 DZ110          | 25 februarie 2006 | Kitt Peak          | Spacewatch          |
| 199504 – | 2006 DT112          | 27 februarie 2006 | Mount Lemmon       | Mount Lemmon Survey |
| 199505 – | 2006 DT115          | 27 februarie 2006 | Kitt Peak          | Spacewatch          |
| 199506 – | 2006 DF117          | 27 februarie 2006 | Kitt Peak          | Spacewatch          |
| 199507 – | 2006 DQ118          | 28 februarie 2006 | Mount Lemmon       | Mount Lemmon Survey |
| 199508 – | 2006 DJ122          | 23 februarie 2006 | Anderson Mesa      | LONEOS              |
| 199509 – | 2006 DV122          | 24 februarie 2006 | Catalina           | CSS                 |
| 199510 – | 2006 DW122          | 24 februarie 2006 | Anderson Mesa      | LONEOS              |
| 199511 – | 2006 DH124          | 24 februarie 2006 | Mount Lemmon       | Mount Lemmon Survey |
| 199512 – | 2006 DR124          | 24 februarie 2006 | Kitt Peak          | Spacewatch          |
| 199513 – | 2006 DU127          | 25 februarie 2006 | Mount Lemmon       | Mount Lemmon Survey |
| 199514 – | 2006 DW134          | 25 februarie 2006 | Mount Lemmon       | Mount Lemmon Survey |
| 199515 – | 2006 DF135          | 25 februarie 2006 | Mount Lemmon       | Mount Lemmon Survey |
| 199516 – | 2006 DM137          | 25 februarie 2006 | Kitt Peak          | Spacewatch          |
| 199517 – | 2006 DJ139          | 25 februarie 2006 | Kitt Peak          | Spacewatch          |
| 199518 – | 2006 DQ141          | 25 februarie 2006 | Kitt Peak          | Spacewatch          |
| 199519 – | 2006 DH143          | 25 februarie 2006 | Mount Lemmon       | Mount Lemmon Survey |
| 199520 – | 2006 DT143          | 25 februarie 2006 | Mount Lemmon       | Mount Lemmon Survey |
| 199521 – | 2006 DX143          | 25 februarie 2006 | Mount Lemmon       | Mount Lemmon Survey |
| 199522 – | 2006 DX147          | 25 februarie 2006 | Kitt Peak          | Spacewatch          |
| 199523 – | 2006 DM150          | 25 februarie 2006 | Kitt Peak          | Spacewatch          |
| 199524 – | 2006 DV152          | 25 februarie 2006 | Kitt Peak          | Spacewatch          |
| 199525 – | 2006 DJ156          | 27 februarie 2006 | Kitt Peak          | Spacewatch          |
| 199526 – | 2006 DC164          | 27 februarie 2006 | Mount Lemmon       | Mount Lemmon Survey |
| 199527 – | 2006 DT179          | 27 februarie 2006 | Mount Lemmon       | Mount Lemmon Survey |
| 199528 – | 2006 DF188          | 27 februarie 2006 | Kitt Peak          | Spacewatch          |
| 199529 – | 2006 DB189          | 27 februarie 2006 | Kitt Peak          | Spacewatch          |
| 199530 – | 2006 DJ190          | 27 februarie 2006 | Kitt Peak          | Spacewatch          |
| 199531 – | 2006 DV191          | 27 februarie 2006 | Kitt Peak          | Spacewatch          |
| 199532 – | 2006 DX196          | 24 februarie 2006 | Catalina           | CSS                 |
| 199533 – | 2006 DN197          | 24 februarie 2006 | Catalina           | CSS                 |
| 199534 – | 2006 DM198          | 27 februarie 2006 | Mount Lemmon       | Mount Lemmon Survey |
| 199535 – | 2006 DU199          | 24 februarie 2006 | Catalina           | CSS                 |
| 199536 – | 2006 DT201          | 20 februarie 2006 | Catalina           | CSS                 |
| 199537 – | 2006 DY201          | 20 februarie 2006 | Socorro            | LINEAR              |
| 199538 – | 2006 DE203          | 22 februarie 2006 | Anderson Mesa      | LONEOS              |
| 199539 – | 2006 DN203          | 22 februarie 2006 | Catalina           | CSS                 |
| 199540 – | 2006 DD206          | 25 februarie 2006 | Mount Lemmon       | Mount Lemmon Survey |
| 199541 – | 2006 DV206          | 25 februarie 2006 | Mount Lemmon       | Mount Lemmon Survey |
| 199542 – | 2006 DM208          | 25 februarie 2006 | Kitt Peak          | Spacewatch          |
| 199543 – | 2006 DL210          | 20 februarie 2006 | Kitt Peak          | Spacewatch          |
| 199544 – | 2006 DG212          | 25 februarie 2006 | Mount Lemmon       | Mount Lemmon Survey |
| 199545 – | 2006 DB215          | 25 februarie 2006 | Mount Lemmon       | Mount Lemmon Survey |
| 199546 – | 2006 DT216          | 21 februarie 2006 | Mount Lemmon       | Mount Lemmon Survey |
| 199547 – | 2006 ET7            | 2 martie 2006     | Kitt Peak          | Spacewatch          |
| 199548 – | 2006 EN10           | 2 martie 2006     | Kitt Peak          | Spacewatch          |
| 199549 – | 2006 EQ11           | 2 martie 2006     | Kitt Peak          | Spacewatch          |
| 199550 – | 2006 EE15           | 2 martie 2006     | Kitt Peak          | Spacewatch          |
| 199551 – | 2006 EE17           | 2 martie 2006     | Mount Lemmon       | Mount Lemmon Survey |
| 199552 – | 2006 EC18           | 2 martie 2006     | Mount Lemmon       | Mount Lemmon Survey |
| 199553 – | 2006 EU18           | 2 martie 2006     | Kitt Peak          | Spacewatch          |
| 199554 – | 2006 EA20           | 2 martie 2006     | Kitt Peak          | Spacewatch          |
| 199555 – | 2006 EV24           | 3 martie 2006     | Kitt Peak          | Spacewatch          |
| 199556 – | 2006 EF27           | 3 martie 2006     | Socorro            | LINEAR              |
| 199557 – | 2006 EQ34           | 3 martie 2006     | Kitt Peak          | Spacewatch          |
| 199558 – | 2006 EV34           | 3 martie 2006     | Kitt Peak          | Spacewatch          |
| 199559 – | 2006 EZ34           | 3 martie 2006     | Kitt Peak          | Spacewatch          |
| 199560 – | 2006 EB40           | 4 martie 2006     | Kitt Peak          | Spacewatch          |
| 199561 – | 2006 EO40           | 4 martie 2006     | Kitt Peak          | Spacewatch          |
| 199562 – | 2006 EO41           | 4 martie 2006     | Catalina           | CSS                 |
| 199563 – | 2006 EP41           | 4 martie 2006     | Catalina           | CSS                 |
| 199564 – | 2006 ES41           | 4 martie 2006     | Catalina           | CSS                 |
| 199565 – | 2006 EH43           | 5 martie 2006     | Kitt Peak          | Spacewatch          |
| 199566 – | 2006 EG47           | 4 martie 2006     | Kitt Peak          | Spacewatch          |
| 199567 – | 2006 EA48           | 4 martie 2006     | Kitt Peak          | Spacewatch          |
| 199568 – | 2006 EF48           | 4 martie 2006     | Kitt Peak          | Spacewatch          |
| 199569 – | 2006 ED57           | 5 martie 2006     | Kitt Peak          | Spacewatch          |
| 199570 – | 2006 EA58           | 5 martie 2006     | Kitt Peak          | Spacewatch          |
| 199571 – | 2006 EK62           | 5 martie 2006     | Kitt Peak          | Spacewatch          |
| 199572 – | 2006 EN65           | 5 martie 2006     | Kitt Peak          | Spacewatch          |
| 199573 – | 2006 EE67           | 8 martie 2006     | Kitt Peak          | Spacewatch          |
| 199574 – | 2006 EX67           | 2 martie 2006     | Kitt Peak          | M. W. Buie          |
| 199575 – | 2006 EU72           | 5 martie 2006     | Kitt Peak          | Spacewatch          |
| 199576 – | 2006 EZ72           | 3 martie 2006     | Kitt Peak          | Spacewatch          |
| 199577 – | 2006 FH1            | 21 martie 2006    | Mount Lemmon       | Mount Lemmon Survey |
| 199578 – | 2006 FQ2            | 23 martie 2006    | Kitt Peak          | Spacewatch          |
| 199579 – | 2006 FV2            | 23 martie 2006    | Kitt Peak          | Spacewatch          |
| 199580 – | 2006 FD3            | 23 martie 2006    | Kitt Peak          | Spacewatch          |
| 199581 – | 2006 FM8            | 23 martie 2006    | Mount Lemmon       | Mount Lemmon Survey |
| 199582 – | 2006 FT8            | 23 martie 2006    | Mount Lemmon       | Mount Lemmon Survey |
| 199583 – | 2006 FO10           | 21 martie 2006    | Socorro            | LINEAR              |
| 199584 – | 2006 FS12           | 23 martie 2006    | Kitt Peak          | Spacewatch          |
| 199585 – | 2006 FP13           | 23 martie 2006    | Kitt Peak          | Spacewatch          |
| 199586 – | 2006 FH14           | 23 martie 2006    | Kitt Peak          | Spacewatch          |
| 199587 – | 2006 FD16           | 23 martie 2006    | Mount Lemmon       | Mount Lemmon Survey |
| 199588 – | 2006 FO16           | 23 martie 2006    | Mount Lemmon       | Mount Lemmon Survey |
| 199589 – | 2006 FV17           | 23 martie 2006    | Kitt Peak          | Spacewatch          |
| 199590 – | 2006 FC18           | 23 martie 2006    | Kitt Peak          | Spacewatch          |
| 199591 – | 2006 FJ19           | 23 martie 2006    | Mount Lemmon       | Mount Lemmon Survey |
| 199592 – | 2006 FU19           | 23 martie 2006    | Mount Lemmon       | Mount Lemmon Survey |
| 199593 – | 2006 FB20           | 23 martie 2006    | Mount Lemmon       | Mount Lemmon Survey |
| 199594 – | 2006 FC20           | 23 martie 2006    | Mount Lemmon       | Mount Lemmon Survey |
| 199595 – | 2006 FH20           | 23 martie 2006    | Mount Lemmon       | Mount Lemmon Survey |
| 199596 – | 2006 FD23           | 24 martie 2006    | Mount Lemmon       | Mount Lemmon Survey |
| 199597 – | 2006 FK23           | 24 martie 2006    | Kitt Peak          | Spacewatch          |
| 199598 – | 2006 FV23           | 24 martie 2006    | Kitt Peak          | Spacewatch          |
| 199599 – | 2006 FX23           | 24 martie 2006    | Kitt Peak          | Spacewatch          |
| 199600 – | 2006 FS24           | 24 martie 2006    | Kitt Peak          | Spacewatch          |

## 199601–199700
| Denumire          | Denumire provizorie | Data descoperirii | Locul descoperirii   | Descoperitor(i)           |
| ----------------- | ------------------- | ----------------- | -------------------- | ------------------------- |
| 199601 –          | 2006 FU24           | 24 martie 2006    | Kitt Peak            | Spacewatch                |
| 199602 –          | 2006 FH25           | 24 martie 2006    | Kitt Peak            | Spacewatch                |
| 199603 –          | 2006 FN25           | 24 martie 2006    | Kitt Peak            | Spacewatch                |
| 199604 –          | 2006 FN26           | 24 martie 2006    | Socorro              | LINEAR                    |
| 199605 –          | 2006 FG34           | 24 martie 2006    | Catalina             | CSS                       |
| 199606 –          | 2006 FL34           | 24 martie 2006    | Mount Lemmon         | Mount Lemmon Survey       |
| 199607 –          | 2006 FP34           | 25 martie 2006    | Palomar              | NEAT                      |
| 199608 –          | 2006 FK35           | 24 martie 2006    | Kitt Peak            | Spacewatch                |
| 199609 –          | 2006 FR36           | 21 martie 2006    | Socorro              | LINEAR                    |
| 199610 –          | 2006 FJ37           | 24 martie 2006    | Catalina             | CSS                       |
| 199611 –          | 2006 FS38           | 23 martie 2006    | Kitt Peak            | Spacewatch                |
| 199612 –          | 2006 FE39           | 23 martie 2006    | Catalina             | CSS                       |
| 199613 –          | 2006 FN40           | 25 martie 2006    | Kitt Peak            | Spacewatch                |
| 199614 –          | 2006 FQ40           | 26 martie 2006    | Kitt Peak            | Spacewatch                |
| 199615 –          | 2006 FD41           | 26 martie 2006    | Mount Lemmon         | Mount Lemmon Survey       |
| 199616 –          | 2006 FX41           | 26 martie 2006    | Mount Lemmon         | Mount Lemmon Survey       |
| 199617 –          | 2006 FR42           | 26 martie 2006    | Mount Lemmon         | Mount Lemmon Survey       |
| 199618 –          | 2006 FG43           | 29 martie 2006    | Socorro              | LINEAR                    |
| 199619 –          | 2006 FT43           | 23 martie 2006    | Catalina             | CSS                       |
| 199620 –          | 2006 FN44           | 23 martie 2006    | Kitt Peak            | Spacewatch                |
| 199621 –          | 2006 FL45           | 24 martie 2006    | Socorro              | LINEAR                    |
| 199622 –          | 2006 FR45           | 24 martie 2006    | Anderson Mesa        | LONEOS                    |
| 199623 –          | 2006 FV45           | 25 martie 2006    | Jarnac               | Jarnac                    |
| 199624 –          | 2006 FD46           | 25 martie 2006    | Mount Lemmon         | Mount Lemmon Survey       |
| 199625 –          | 2006 FH47           | 23 martie 2006    | Catalina             | CSS                       |
| 199626 –          | 2006 FV49           | 26 martie 2006    | Anderson Mesa        | LONEOS                    |
| 199627 –          | 2006 FV52           | 25 martie 2006    | Kitt Peak            | Spacewatch                |
| 199628 –          | 2006 FA53           | 23 martie 2006    | Kitt Peak            | Spacewatch                |
| 199629 –          | 2006 FB53           | 23 martie 2006    | Kitt Peak            | Spacewatch                |
| 199630 –          | 2006 GS             | 2 aprilie 2006    | Piszkéstető          | K. Sárneczky              |
| 199631 –          | 2006 GX             | 2 aprilie 2006    | Vallemare di Borbona | V. S. Casulli             |
| 199632 –          | 2006 GX1            | 2 aprilie 2006    | Piszkéstető          | K. Sárneczky              |
| 199633 –          | 2006 GF3            | 7 aprilie 2006    | Ottmarsheim          | C. Rinner                 |
| 199634 –          | 2006 GA4            | 2 aprilie 2006    | Kitt Peak            | Spacewatch                |
| 199635 –          | 2006 GW4            | 2 aprilie 2006    | Kitt Peak            | Spacewatch                |
| 199636 –          | 2006 GU5            | 2 aprilie 2006    | Kitt Peak            | Spacewatch                |
| 199637 –          | 2006 GY5            | 2 aprilie 2006    | Kitt Peak            | Spacewatch                |
| 199638 –          | 2006 GH9            | 2 aprilie 2006    | Kitt Peak            | Spacewatch                |
| 199639 –          | 2006 GF11           | 2 aprilie 2006    | Kitt Peak            | Spacewatch                |
| 199640 –          | 2006 GC12           | 2 aprilie 2006    | Kitt Peak            | Spacewatch                |
| 199641 –          | 2006 GR12           | 2 aprilie 2006    | Kitt Peak            | Spacewatch                |
| 199642 –          | 2006 GF17           | 2 aprilie 2006    | Kitt Peak            | Spacewatch                |
| 199643 –          | 2006 GO17           | 2 aprilie 2006    | Kitt Peak            | Spacewatch                |
| 199644 –          | 2006 GB18           | 2 aprilie 2006    | Kitt Peak            | Spacewatch                |
| 199645 –          | 2006 GD18           | 2 aprilie 2006    | Kitt Peak            | Spacewatch                |
| 199646 –          | 2006 GC21           | 2 aprilie 2006    | Kitt Peak            | Spacewatch                |
| 199647 –          | 2006 GR21           | 2 aprilie 2006    | Mount Lemmon         | Mount Lemmon Survey       |
| 199648 –          | 2006 GT22           | 2 aprilie 2006    | Kitt Peak            | Spacewatch                |
| 199649 –          | 2006 GM23           | 2 aprilie 2006    | Kitt Peak            | Spacewatch                |
| 199650 –          | 2006 GK30           | 2 aprilie 2006    | Mount Lemmon         | Mount Lemmon Survey       |
| 199651 –          | 2006 GV31           | 6 aprilie 2006    | Bergisch Gladbach    | W. Bickel                 |
| 199652 –          | 2006 GW32           | 7 aprilie 2006    | Mount Lemmon         | Mount Lemmon Survey       |
| 199653 –          | 2006 GF37           | 8 aprilie 2006    | Mount Lemmon         | Mount Lemmon Survey       |
| 199654 –          | 2006 GL38           | 2 aprilie 2006    | Anderson Mesa        | LONEOS                    |
| 199655 –          | 2006 GC39           | 12 aprilie 2006   | Palomar              | NEAT                      |
| 199656 –          | 2006 GC42           | 8 aprilie 2006    | Siding Spring        | SSS                       |
| 199657 –          | 2006 GP42           | 7 aprilie 2006    | Catalina             | CSS                       |
| 199658 –          | 2006 GD43           | 2 aprilie 2006    | Kitt Peak            | Spacewatch                |
| 199659 –          | 2006 GD44           | 2 aprilie 2006    | Kitt Peak            | Spacewatch                |
| 199660 –          | 2006 GR45           | 8 aprilie 2006    | Mount Lemmon         | Mount Lemmon Survey       |
| 199661 –          | 2006 GV46           | 9 aprilie 2006    | Kitt Peak            | Spacewatch                |
| 199662 –          | 2006 GB47           | 9 aprilie 2006    | Kitt Peak            | Spacewatch                |
| 199663 –          | 2006 GG47           | 9 aprilie 2006    | Kitt Peak            | Spacewatch                |
| 199664 –          | 2006 GX47           | 9 aprilie 2006    | Kitt Peak            | Spacewatch                |
| 199665 –          | 2006 GX48           | 9 aprilie 2006    | Kitt Peak            | Spacewatch                |
| 199666 –          | 2006 GA49           | 9 aprilie 2006    | Kitt Peak            | Spacewatch                |
| 199667 –          | 2006 GF50           | 8 aprilie 2006    | Siding Spring        | SSS                       |
| 199668 –          | 2006 GH50           | 9 aprilie 2006    | Catalina             | CSS                       |
| 199669 –          | 2006 GM52           | 7 aprilie 2006    | Catalina             | CSS                       |
| 199670 –          | 2006 GM54           | 2 aprilie 2006    | Kitt Peak            | Spacewatch                |
| 199671 –          | 2006 HV             | 18 aprilie 2006   | Kitt Peak            | Spacewatch                |
| 199672 –          | 2006 HV2            | 18 aprilie 2006   | Kitt Peak            | Spacewatch                |
| 199673 –          | 2006 HH3            | 18 aprilie 2006   | Kitt Peak            | Spacewatch                |
| 199674 –          | 2006 HX3            | 18 aprilie 2006   | Kitt Peak            | Spacewatch                |
| 199675 –          | 2006 HE4            | 19 aprilie 2006   | Mount Lemmon         | Mount Lemmon Survey       |
| 199676 –          | 2006 HC5            | 19 aprilie 2006   | Palomar              | NEAT                      |
| 199677 Terzani    | 2006 HH6            | 20 aprilie 2006   | Vallemare di Borbona | V. S. Casulli             |
| 199678 –          | 2006 HA8            | 18 aprilie 2006   | Kitt Peak            | Spacewatch                |
| 199679 –          | 2006 HN8            | 19 aprilie 2006   | Kitt Peak            | Spacewatch                |
| 199680 –          | 2006 HT8            | 19 aprilie 2006   | Kitt Peak            | Spacewatch                |
| 199681 –          | 2006 HQ12           | 19 aprilie 2006   | Mount Lemmon         | Mount Lemmon Survey       |
| 199682 –          | 2006 HV13           | 19 aprilie 2006   | Palomar              | NEAT                      |
| 199683 –          | 2006 HL15           | 19 aprilie 2006   | Palomar              | NEAT                      |
| 199684 –          | 2006 HY16           | 20 aprilie 2006   | Junk Bond            | D. Healy                  |
| 199685 –          | 2006 HJ17           | 19 aprilie 2006   | Palomar              | NEAT                      |
| 199686 –          | 2006 HK17           | 21 aprilie 2006   | RAS                  | A. Lowe                   |
| 199687 Erősszsolt | 2006 HA18           | 21 aprilie 2006   | Piszkéstető          | K. Sárneczky              |
| 199688 Kisspéter  | 2006 HK18           | 21 aprilie 2006   | Piszkéstető          | K. Sárneczky              |
| 199689 –          | 2006 HA22           | 20 aprilie 2006   | Kitt Peak            | Spacewatch                |
| 199690 –          | 2006 HG22           | 20 aprilie 2006   | Kitt Peak            | Spacewatch                |
| 199691 –          | 2006 HO23           | 20 aprilie 2006   | Kitt Peak            | Spacewatch                |
| 199692 –          | 2006 HT23           | 20 aprilie 2006   | Kitt Peak            | Spacewatch                |
| 199693 –          | 2006 HB24           | 20 aprilie 2006   | Kitt Peak            | Spacewatch                |
| 199694 –          | 2006 HE28           | 20 aprilie 2006   | Kitt Peak            | Spacewatch                |
| 199695 –          | 2006 HB30           | 19 aprilie 2006   | Catalina             | CSS                       |
| 199696 –          | 2006 HD31           | 25 aprilie 2006   | Piszkéstető          | K. Sárneczky, S. Mészáros |
| 199697 –          | 2006 HC33           | 19 aprilie 2006   | Palomar              | NEAT                      |
| 199698 –          | 2006 HG35           | 19 aprilie 2006   | Mount Lemmon         | Mount Lemmon Survey       |
| 199699 –          | 2006 HC40           | 21 aprilie 2006   | Kitt Peak            | Spacewatch                |
| 199700 –          | 2006 HF40           | 21 aprilie 2006   | Kitt Peak            | Spacewatch                |

## 199701–199800
| Denumire            | Denumire provizorie | Data descoperirii | Locul descoperirii | Descoperitor(i)     |
| ------------------- | ------------------- | ----------------- | ------------------ | ------------------- |
| 199701 –            | 2006 HV40           | 21 aprilie 2006   | Kitt Peak          | Spacewatch          |
| 199702 –            | 2006 HB41           | 21 aprilie 2006   | Kitt Peak          | Spacewatch          |
| 199703 –            | 2006 HR42           | 24 aprilie 2006   | Anderson Mesa      | LONEOS              |
| 199704 –            | 2006 HF43           | 24 aprilie 2006   | Mount Lemmon       | Mount Lemmon Survey |
| 199705 –            | 2006 HR45           | 25 aprilie 2006   | Kitt Peak          | Spacewatch          |
| 199706 –            | 2006 HW45           | 25 aprilie 2006   | Kitt Peak          | Spacewatch          |
| 199707 –            | 2006 HU46           | 20 aprilie 2006   | Kitt Peak          | Spacewatch          |
| 199708 –            | 2006 HD56           | 25 aprilie 2006   | Kitt Peak          | Spacewatch          |
| 199709 –            | 2006 HU56           | 19 aprilie 2006   | Palomar            | NEAT                |
| 199710 –            | 2006 HL58           | 30 aprilie 2006   | Kanab              | E. E. Sheridan      |
| 199711 –            | 2006 HR59           | 24 aprilie 2006   | Socorro            | LINEAR              |
| 199712 –            | 2006 HY60           | 28 aprilie 2006   | Socorro            | LINEAR              |
| 199713 –            | 2006 HD65           | 24 aprilie 2006   | Kitt Peak          | Spacewatch          |
| 199714 –            | 2006 HK68           | 24 aprilie 2006   | Mount Lemmon       | Mount Lemmon Survey |
| 199715 –            | 2006 HJ78           | 26 aprilie 2006   | Kitt Peak          | Spacewatch          |
| 199716 –            | 2006 HS79           | 26 aprilie 2006   | Kitt Peak          | Spacewatch          |
| 199717 –            | 2006 HZ81           | 26 aprilie 2006   | Kitt Peak          | Spacewatch          |
| 199718 –            | 2006 HE83           | 26 aprilie 2006   | Kitt Peak          | Spacewatch          |
| 199719 –            | 2006 HV83           | 26 aprilie 2006   | Kitt Peak          | Spacewatch          |
| 199720 –            | 2006 HV84           | 26 aprilie 2006   | Kitt Peak          | Spacewatch          |
| 199721 –            | 2006 HX84           | 26 aprilie 2006   | Kitt Peak          | Spacewatch          |
| 199722 –            | 2006 HS85           | 27 aprilie 2006   | Kitt Peak          | Spacewatch          |
| 199723 –            | 2006 HR86           | 27 aprilie 2006   | Socorro            | LINEAR              |
| 199724 –            | 2006 HE87           | 30 aprilie 2006   | Kitt Peak          | Spacewatch          |
| 199725 –            | 2006 HO87           | 30 aprilie 2006   | Kitt Peak          | Spacewatch          |
| 199726 –            | 2006 HR87           | 30 aprilie 2006   | Kitt Peak          | Spacewatch          |
| 199727 –            | 2006 HJ88           | 30 aprilie 2006   | Kitt Peak          | Spacewatch          |
| 199728 –            | 2006 HF95           | 30 aprilie 2006   | Kitt Peak          | Spacewatch          |
| 199729 –            | 2006 HO101          | 30 aprilie 2006   | Kitt Peak          | Spacewatch          |
| 199730 –            | 2006 HX104          | 19 aprilie 2006   | Catalina           | CSS                 |
| 199731 –            | 2006 HO107          | 30 aprilie 2006   | Kitt Peak          | Spacewatch          |
| 199732 –            | 2006 HR109          | 30 aprilie 2006   | Catalina           | CSS                 |
| 199733 –            | 2006 HY109          | 21 aprilie 2006   | Palomar            | NEAT                |
| 199734 –            | 2006 HK110          | 26 aprilie 2006   | Siding Spring      | SSS                 |
| 199735 –            | 2006 HF111          | 24 aprilie 2006   | Anderson Mesa      | LONEOS              |
| 199736 –            | 2006 HA112          | 30 aprilie 2006   | Catalina           | CSS                 |
| 199737 –            | 2006 HX113          | 25 aprilie 2006   | Mount Lemmon       | Mount Lemmon Survey |
| 199738 –            | 2006 HG115          | 26 aprilie 2006   | Kitt Peak          | Spacewatch          |
| 199739 –            | 2006 HU123          | 24 aprilie 2006   | Kitt Peak          | Spacewatch          |
| 199740 –            | 2006 HX151          | 19 aprilie 2006   | Mount Lemmon       | Mount Lemmon Survey |
| 199741 –            | 2006 HC152          | 26 aprilie 2006   | Cerro Tololo       | M. W. Buie          |
| 199742              | 2006 JD             | 1 mai 2006        | Wrightwood         | J. W. Young         |
| 199743 –            | 2006 JS2            | 2 mai 2006        | Mount Lemmon       | Mount Lemmon Survey |
| 199744 –            | 2006 JP8            | 1 mai 2006        | Kitt Peak          | Spacewatch          |
| 199745 –            | 2006 JF9            | 1 mai 2006        | Kitt Peak          | Spacewatch          |
| 199746 –            | 2006 JZ11           | 1 mai 2006        | Kitt Peak          | Spacewatch          |
| 199747 –            | 2006 JX13           | 3 mai 2006        | Kitt Peak          | Spacewatch          |
| 199748 –            | 2006 JD14           | 4 mai 2006        | Mount Lemmon       | Mount Lemmon Survey |
| 199749 –            | 2006 JH14           | 4 mai 2006        | Mount Lemmon       | Mount Lemmon Survey |
| 199750 –            | 2006 JO25           | 5 mai 2006        | Mount Lemmon       | Mount Lemmon Survey |
| 199751 –            | 2006 JL27           | 1 mai 2006        | Socorro            | LINEAR              |
| 199752 –            | 2006 JS28           | 3 mai 2006        | Kitt Peak          | Spacewatch          |
| 199753 –            | 2006 JD36           | 4 mai 2006        | Kitt Peak          | Spacewatch          |
| 199754 –            | 2006 JJ38           | 6 mai 2006        | Mount Lemmon       | Mount Lemmon Survey |
| 199755 –            | 2006 JD39           | 6 mai 2006        | Mount Lemmon       | Mount Lemmon Survey |
| 199756 –            | 2006 JN40           | 7 mai 2006        | Kitt Peak          | Spacewatch          |
| 199757 –            | 2006 JB45           | 7 mai 2006        | Mount Lemmon       | Mount Lemmon Survey |
| 199758 –            | 2006 JU46           | 1 mai 2006        | Socorro            | LINEAR              |
| 199759 –            | 2006 JH48           | 5 mai 2006        | Anderson Mesa      | LONEOS              |
| 199760 –            | 2006 JB50           | 2 mai 2006        | Mount Lemmon       | Mount Lemmon Survey |
| 199761 –            | 2006 JT50           | 2 mai 2006        | Mount Lemmon       | Mount Lemmon Survey |
| 199762 –            | 2006 JC56           | 1 mai 2006        | Socorro            | LINEAR              |
| 199763 Davidgregory | 2006 JJ77           | 1 mai 2006        | Mauna Kea          | P. A. Wiegert       |
| 199764 –            | 2006 KN1            | 20 mai 2006       | Reedy Creek        | J. Broughton        |
| 199765 –            | 2006 KT3            | 19 mai 2006       | Mount Lemmon       | Mount Lemmon Survey |
| 199766 –            | 2006 KJ4            | 19 mai 2006       | Mount Lemmon       | Mount Lemmon Survey |
| 199767 –            | 2006 KW12           | 20 mai 2006       | Kitt Peak          | Spacewatch          |
| 199768 –            | 2006 KN16           | 21 mai 2006       | Mount Lemmon       | Mount Lemmon Survey |
| 199769 –            | 2006 KA22           | 19 mai 2006       | Catalina           | CSS                 |
| 199770 –            | 2006 KB23           | 20 mai 2006       | Anderson Mesa      | LONEOS              |
| 199771 –            | 2006 KQ23           | 16 mai 2006       | Siding Spring      | SSS                 |
| 199772 –            | 2006 KY23           | 19 mai 2006       | Anderson Mesa      | LONEOS              |
| 199773 –            | 2006 KB28           | 20 mai 2006       | Kitt Peak          | Spacewatch          |
| 199774 –            | 2006 KK30           | 20 mai 2006       | Kitt Peak          | Spacewatch          |
| 199775 –            | 2006 KL31           | 20 mai 2006       | Kitt Peak          | Spacewatch          |
| 199776 –            | 2006 KF36           | 20 mai 2006       | Kitt Peak          | Spacewatch          |
| 199777 –            | 2006 KL53           | 21 mai 2006       | Kitt Peak          | Spacewatch          |
| 199778 –            | 2006 KW60           | 22 mai 2006       | Kitt Peak          | Spacewatch          |
| 199779 –            | 2006 KV72           | 23 mai 2006       | Kitt Peak          | Spacewatch          |
| 199780 –            | 2006 KY75           | 24 mai 2006       | Palomar            | NEAT                |
| 199781 –            | 2006 KJ80           | 25 mai 2006       | Mount Lemmon       | Mount Lemmon Survey |
| 199782 –            | 2006 KZ89           | 22 mai 2006       | Siding Spring      | SSS                 |
| 199783 –            | 2006 KG98           | 26 mai 2006       | Kitt Peak          | Spacewatch          |
| 199784 –            | 2006 KL105          | 30 mai 2006       | Mount Lemmon       | Mount Lemmon Survey |
| 199785 –            | 2006 KK110          | 31 mai 2006       | Mount Lemmon       | Mount Lemmon Survey |
| 199786 –            | 2006 KQ115          | 29 mai 2006       | Kitt Peak          | Spacewatch          |
| 199787 –            | 2006 LG3            | 15 iunie 2006     | Kitt Peak          | Spacewatch          |
| 199788 –            | 2006 LU3            | 15 iunie 2006     | Kitt Peak          | Spacewatch          |
| 199789 –            | 2006 MV5            | 17 iunie 2006     | Kitt Peak          | Spacewatch          |
| 199790 –            | 2006 MN7            | 18 iunie 2006     | Kitt Peak          | Spacewatch          |
| 199791 –            | 2006 MN9            | 19 iunie 2006     | Kitt Peak          | Spacewatch          |
| 199792 –            | 2006 PJ1            | 6 august 2006     | Lulin Observatory  | C.-S. Lin, Q.-z. Ye |
| 199793 –            | 2006 PK14           | 15 august 2006    | Palomar            | NEAT                |
| 199794 –            | 2006 QF105          | 28 august 2006    | Catalina           | CSS                 |
| 199795 –            | 2006 UB198          | 20 octombrie 2006 | Kitt Peak          | Spacewatch          |
| 199796 –            | 2006 UN217          | 28 octombrie 2006 | Mount Lemmon       | Mount Lemmon Survey |
| 199797 –            | 2006 UY240          | 23 octombrie 2006 | Mount Lemmon       | Mount Lemmon Survey |
| 199798 –            | 2006 UF256          | 27 octombrie 2006 | Mount Lemmon       | Mount Lemmon Survey |
| 199799 –            | 2006 WY200          | 22 noiembrie 2006 | Mount Lemmon       | Mount Lemmon Survey |
| 199800 –            | 2006 YF11           | 21 decembrie 2006 | Palomar            | NEAT                |

## 199801–199900
| Denumire         | Denumire provizorie | Data descoperirii | Locul descoperirii   | Descoperitor(i)     |
| ---------------- | ------------------- | ----------------- | -------------------- | ------------------- |
| 199801 –         | 2007 AE12           | 10 ianuarie 2007  | Mount Lemmon         | Mount Lemmon Survey |
| 199802 –         | 2007 BA18           | 17 ianuarie 2007  | Kitt Peak            | Spacewatch          |
| 199803 –         | 2007 BJ66           | 27 ianuarie 2007  | Mount Lemmon         | Mount Lemmon Survey |
| 199804 –         | 2007 BD70           | 27 ianuarie 2007  | Mount Lemmon         | Mount Lemmon Survey |
| 199805 –         | 2007 BE70           | 27 ianuarie 2007  | Mount Lemmon         | Mount Lemmon Survey |
| 199806 –         | 2007 CA             | 5 februarie 2007  | Palomar              | NEAT                |
| 199807 –         | 2007 CY51           | 9 februarie 2007  | Kitt Peak            | Spacewatch          |
| 199808 –         | 2007 CA57           | 15 februarie 2007 | Palomar              | NEAT                |
| 199809 –         | 2007 CE61           | 14 februarie 2007 | Črni Vrh             | Črni Vrh            |
| 199810 –         | 2007 DO8            | 21 februarie 2007 | Catalina             | CSS                 |
| 199811 –         | 2007 DD13           | 16 februarie 2007 | Palomar              | NEAT                |
| 199812 –         | 2007 DE17           | 17 februarie 2007 | Kitt Peak            | Spacewatch          |
| 199813 –         | 2007 DN28           | 17 februarie 2007 | Kitt Peak            | Spacewatch          |
| 199814 –         | 2007 DD33           | 17 februarie 2007 | Kitt Peak            | Spacewatch          |
| 199815 –         | 2007 DL34           | 17 februarie 2007 | Kitt Peak            | Spacewatch          |
| 199816 –         | 2007 DR36           | 17 februarie 2007 | Kitt Peak            | Spacewatch          |
| 199817 –         | 2007 DY49           | 16 februarie 2007 | Catalina             | CSS                 |
| 199818 –         | 2007 DG53           | 19 februarie 2007 | Mount Lemmon         | Mount Lemmon Survey |
| 199819 –         | 2007 DU53           | 19 februarie 2007 | Mount Lemmon         | Mount Lemmon Survey |
| 199820 –         | 2007 DF71           | 21 februarie 2007 | Kitt Peak            | Spacewatch          |
| 199821 –         | 2007 DA83           | 23 februarie 2007 | Catalina             | CSS                 |
| 199822 –         | 2007 DJ85           | 21 februarie 2007 | Socorro              | LINEAR              |
| 199823 –         | 2007 DL97           | 23 februarie 2007 | Kitt Peak            | Spacewatch          |
| 199824 –         | 2007 DO97           | 23 februarie 2007 | Kitt Peak            | Spacewatch          |
| 199825 –         | 2007 DX97           | 23 februarie 2007 | Kitt Peak            | Spacewatch          |
| 199826 –         | 2007 DB105          | 23 februarie 2007 | Mount Lemmon         | Mount Lemmon Survey |
| 199827 –         | 2007 DE105          | 23 februarie 2007 | Mount Lemmon         | Mount Lemmon Survey |
| 199828 –         | 2007 DK105          | 27 februarie 2007 | Kitt Peak            | Spacewatch          |
| 199829 –         | 2007 DL112          | 25 februarie 2007 | Mount Lemmon         | Mount Lemmon Survey |
| 199830 –         | 2007 EH8            | 9 martie 2007     | Palomar              | NEAT                |
| 199831 –         | 2007 EA15           | 9 martie 2007     | Mount Lemmon         | Mount Lemmon Survey |
| 199832 –         | 2007 EX20           | 10 martie 2007    | Kitt Peak            | Spacewatch          |
| 199833 –         | 2007 EP23           | 10 martie 2007    | Mount Lemmon         | Mount Lemmon Survey |
| 199834 –         | 2007 EG24           | 10 martie 2007    | Mount Lemmon         | Mount Lemmon Survey |
| 199835 –         | 2007 EK25           | 10 martie 2007    | Mount Lemmon         | Mount Lemmon Survey |
| 199836 –         | 2007 EE27           | 12 martie 2007    | Altschwendt          | W. Ries             |
| 199837 –         | 2007 EC30           | 9 martie 2007     | Kitt Peak            | Spacewatch          |
| 199838 –         | 2007 EY38           | 11 martie 2007    | Vicques              | M. Ory              |
| 199839 –         | 2007 ER45           | 9 martie 2007     | Kitt Peak            | Spacewatch          |
| 199840 –         | 2007 EB47           | 9 martie 2007     | Kitt Peak            | Spacewatch          |
| 199841 –         | 2007 EC47           | 9 martie 2007     | Kitt Peak            | Spacewatch          |
| 199842 –         | 2007 EE47           | 9 martie 2007     | Kitt Peak            | Spacewatch          |
| 199843 –         | 2007 EX53           | 11 martie 2007    | Mount Lemmon         | Mount Lemmon Survey |
| 199844 –         | 2007 EX63           | 10 martie 2007    | Kitt Peak            | Spacewatch          |
| 199845 –         | 2007 EN71           | 10 martie 2007    | Kitt Peak            | Spacewatch          |
| 199846 –         | 2007 EY71           | 10 martie 2007    | Kitt Peak            | Spacewatch          |
| 199847 –         | 2007 EJ75           | 10 martie 2007    | Kitt Peak            | Spacewatch          |
| 199848 –         | 2007 EK75           | 10 martie 2007    | Kitt Peak            | Spacewatch          |
| 199849 –         | 2007 EB76           | 10 martie 2007    | Kitt Peak            | Spacewatch          |
| 199850 –         | 2007 EC79           | 10 martie 2007    | Kitt Peak            | Spacewatch          |
| 199851 –         | 2007 ER79           | 10 martie 2007    | Kitt Peak            | Spacewatch          |
| 199852 –         | 2007 EB80           | 10 martie 2007    | Palomar              | NEAT                |
| 199853 –         | 2007 EP83           | 12 martie 2007    | Kitt Peak            | Spacewatch          |
| 199854 –         | 2007 EL86           | 13 martie 2007    | Kitt Peak            | Spacewatch          |
| 199855 –         | 2007 EO87           | 13 martie 2007    | Mount Lemmon         | Mount Lemmon Survey |
| 199856 –         | 2007 ER91           | 10 martie 2007    | Kitt Peak            | Spacewatch          |
| 199857 –         | 2007 EC97           | 10 martie 2007    | Mount Lemmon         | Mount Lemmon Survey |
| 199858 –         | 2007 EW97           | 11 martie 2007    | Catalina             | CSS                 |
| 199859 –         | 2007 EB101          | 11 martie 2007    | Kitt Peak            | Spacewatch          |
| 199860 –         | 2007 EP113          | 12 martie 2007    | Kitt Peak            | Spacewatch          |
| 199861 –         | 2007 EG117          | 13 martie 2007    | Mount Lemmon         | Mount Lemmon Survey |
| 199862 –         | 2007 EY118          | 13 martie 2007    | Mount Lemmon         | Mount Lemmon Survey |
| 199863 –         | 2007 EM119          | 13 martie 2007    | Mount Lemmon         | Mount Lemmon Survey |
| 199864 –         | 2007 EN119          | 13 martie 2007    | Mount Lemmon         | Mount Lemmon Survey |
| 199865 –         | 2007 ED133          | 9 martie 2007     | Mount Lemmon         | Mount Lemmon Survey |
| 199866 –         | 2007 EQ135          | 10 martie 2007    | Mount Lemmon         | Mount Lemmon Survey |
| 199867 –         | 2007 ES141          | 12 martie 2007    | Kitt Peak            | Spacewatch          |
| 199868 –         | 2007 EF145          | 12 martie 2007    | Mount Lemmon         | Mount Lemmon Survey |
| 199869 –         | 2007 EN165          | 15 martie 2007    | Kitt Peak            | Spacewatch          |
| 199870 –         | 2007 EP165          | 15 martie 2007    | Mount Lemmon         | Mount Lemmon Survey |
| 199871 –         | 2007 EG166          | 10 martie 2007    | Mount Lemmon         | Mount Lemmon Survey |
| 199872 –         | 2007 EP169          | 13 martie 2007    | Kitt Peak            | Spacewatch          |
| 199873 –         | 2007 EQ169          | 13 martie 2007    | Kitt Peak            | Spacewatch          |
| 199874 –         | 2007 ER171          | 11 martie 2007    | Mount Lemmon         | Mount Lemmon Survey |
| 199875 –         | 2007 EB196          | 15 martie 2007    | Catalina             | CSS                 |
| 199876 –         | 2007 EE198          | 15 martie 2007    | Mount Lemmon         | Mount Lemmon Survey |
| 199877 –         | 2007 ES199          | 9 martie 2007     | Kitt Peak            | Spacewatch          |
| 199878 –         | 2007 EV202          | 9 martie 2007     | Kitt Peak            | Spacewatch          |
| 199879 –         | 2007 EJ213          | 9 martie 2007     | Mount Lemmon         | Mount Lemmon Survey |
| 199880 –         | 2007 EP213          | 9 martie 2007     | Kitt Peak            | Spacewatch          |
| 199881 –         | 2007 ER213          | 9 martie 2007     | Kitt Peak            | Spacewatch          |
| 199882 –         | 2007 EZ213          | 11 martie 2007    | Mount Lemmon         | Mount Lemmon Survey |
| 199883 –         | 2007 ES214          | 15 martie 2007    | Kitt Peak            | Spacewatch          |
| 199884 –         | 2007 EP218          | 10 martie 2007    | Kitt Peak            | Spacewatch          |
| 199885 –         | 2007 ED220          | 13 martie 2007    | Mount Lemmon         | Mount Lemmon Survey |
| 199886 –         | 2007 FH             | 16 martie 2007    | Socorro              | LINEAR              |
| 199887 –         | 2007 FF10           | 16 martie 2007    | Kitt Peak            | Spacewatch          |
| 199888 –         | 2007 FW11           | 17 martie 2007    | Kitt Peak            | Spacewatch          |
| 199889 –         | 2007 FM19           | 20 martie 2007    | Mount Lemmon         | Mount Lemmon Survey |
| 199890 –         | 2007 FT30           | 20 martie 2007    | Mount Lemmon         | Mount Lemmon Survey |
| 199891 –         | 2007 FG34           | 25 martie 2007    | Mount Lemmon         | Mount Lemmon Survey |
| 199892 –         | 2007 FO35           | 20 martie 2007    | Catalina             | CSS                 |
| 199893 –         | 2007 FC37           | 26 martie 2007    | Mount Lemmon         | Mount Lemmon Survey |
| 199894 –         | 2007 FO37           | 26 martie 2007    | Mount Lemmon         | Mount Lemmon Survey |
| 199895 –         | 2007 FK38           | 29 martie 2007    | Palomar              | NEAT                |
| 199896 –         | 2007 FB39           | 28 martie 2007    | Siding Spring        | SSS                 |
| 199897 –         | 2007 FO41           | 26 martie 2007    | Mount Lemmon         | Mount Lemmon Survey |
| 199898 –         | 2007 FD42           | 26 martie 2007    | Mount Lemmon         | Mount Lemmon Survey |
| 199899 –         | 2007 GV             | 6 aprilie 2007    | Palomar              | NEAT                |
| 199900 Brunoganz | 2007 GA1            | 8 aprilie 2007    | Vallemare di Borbona | V. S. Casulli       |

## 199901–200000
| Denumire          | Denumire provizorie | Data descoperirii | Locul descoperirii | Descoperitor(i)        |
| ----------------- | ------------------- | ----------------- | ------------------ | ---------------------- |
| 199901 –          | 2007 GG5            | 12 aprilie 2007   | Bergisch Gladbach  | W. Bickel              |
| 199902 –          | 2007 GC9            | 7 aprilie 2007    | Catalina           | CSS                    |
| 199903 –          | 2007 GO14           | 11 aprilie 2007   | Kitt Peak          | Spacewatch             |
| 199904 –          | 2007 GW14           | 11 aprilie 2007   | Catalina           | CSS                    |
| 199905 –          | 2007 GN16           | 11 aprilie 2007   | Kitt Peak          | Spacewatch             |
| 199906 –          | 2007 GS16           | 11 aprilie 2007   | Kitt Peak          | Spacewatch             |
| 199907 –          | 2007 GB17           | 11 aprilie 2007   | Kitt Peak          | Spacewatch             |
| 199908 –          | 2007 GK17           | 11 aprilie 2007   | Kitt Peak          | Spacewatch             |
| 199909 –          | 2007 GY18           | 11 aprilie 2007   | Kitt Peak          | Spacewatch             |
| 199910 –          | 2007 GM19           | 11 aprilie 2007   | Kitt Peak          | Spacewatch             |
| 199911 –          | 2007 GH20           | 11 aprilie 2007   | Kitt Peak          | Spacewatch             |
| 199912 –          | 2007 GO21           | 11 aprilie 2007   | Mount Lemmon       | Mount Lemmon Survey    |
| 199913 –          | 2007 GO22           | 11 aprilie 2007   | Mount Lemmon       | Mount Lemmon Survey    |
| 199914 –          | 2007 GW22           | 11 aprilie 2007   | Mount Lemmon       | Mount Lemmon Survey    |
| 199915 –          | 2007 GC23           | 11 aprilie 2007   | Mount Lemmon       | Mount Lemmon Survey    |
| 199916 –          | 2007 GN23           | 11 aprilie 2007   | Kitt Peak          | Spacewatch             |
| 199917 –          | 2007 GL26           | 14 aprilie 2007   | Kitt Peak          | Spacewatch             |
| 199918 –          | 2007 GO26           | 14 aprilie 2007   | Kitt Peak          | Spacewatch             |
| 199919 –          | 2007 GJ27           | 14 aprilie 2007   | Kitt Peak          | Spacewatch             |
| 199920 –          | 2007 GC28           | 15 aprilie 2007   | Kitt Peak          | Spacewatch             |
| 199921 –          | 2007 GS29           | 12 aprilie 2007   | Siding Spring      | SSS                    |
| 199922 –          | 2007 GX31           | 11 aprilie 2007   | Siding Spring      | SSS                    |
| 199923 –          | 2007 GU33           | 11 aprilie 2007   | Mount Lemmon       | Mount Lemmon Survey    |
| 199924 –          | 2007 GC34           | 13 aprilie 2007   | Siding Spring      | SSS                    |
| 199925 –          | 2007 GZ35           | 14 aprilie 2007   | Kitt Peak          | Spacewatch             |
| 199926 –          | 2007 GG36           | 14 aprilie 2007   | Kitt Peak          | Spacewatch             |
| 199927 –          | 2007 GO36           | 14 aprilie 2007   | Kitt Peak          | Spacewatch             |
| 199928 –          | 2007 GB37           | 14 aprilie 2007   | Kitt Peak          | Spacewatch             |
| 199929 –          | 2007 GG37           | 14 aprilie 2007   | Kitt Peak          | Spacewatch             |
| 199930 –          | 2007 GA39           | 14 aprilie 2007   | Kitt Peak          | Spacewatch             |
| 199931 –          | 2007 GJ40           | 14 aprilie 2007   | Kitt Peak          | Spacewatch             |
| 199932 –          | 2007 GL40           | 14 aprilie 2007   | Kitt Peak          | Spacewatch             |
| 199933 –          | 2007 GV40           | 14 aprilie 2007   | Kitt Peak          | Spacewatch             |
| 199934 –          | 2007 GR45           | 14 aprilie 2007   | Kitt Peak          | Spacewatch             |
| 199935 –          | 2007 GB48           | 14 aprilie 2007   | Kitt Peak          | Spacewatch             |
| 199936 –          | 2007 GO49           | 15 aprilie 2007   | Kitt Peak          | Spacewatch             |
| 199937 –          | 2007 GU49           | 15 aprilie 2007   | Socorro            | LINEAR                 |
| 199938 –          | 2007 GD51           | 15 aprilie 2007   | Kitt Peak          | Spacewatch             |
| 199939 –          | 2007 GU51           | 15 aprilie 2007   | Kitt Peak          | Spacewatch             |
| 199940 –          | 2007 GD59           | 15 aprilie 2007   | Kitt Peak          | Spacewatch             |
| 199941 –          | 2007 GD61           | 15 aprilie 2007   | Kitt Peak          | Spacewatch             |
| 199942 –          | 2007 GQ65           | 15 aprilie 2007   | Kitt Peak          | Spacewatch             |
| 199943 –          | 2007 GO67           | 15 aprilie 2007   | Kitt Peak          | Spacewatch             |
| 199944 –          | 2007 GM73           | 15 aprilie 2007   | Catalina           | CSS                    |
| 199945 –          | 2007 GC75           | 14 aprilie 2007   | Kitt Peak          | Spacewatch             |
| 199946 –          | 2007 HE2            | 16 aprilie 2007   | Mount Lemmon       | Mount Lemmon Survey    |
| 199947 Qaidam     | 2007 HR7            | 16 aprilie 2007   | XuYi               | PMO NEO Survey Program |
| 199948 –          | 2007 HK9            | 18 aprilie 2007   | Kitt Peak          | Spacewatch             |
| 199949 –          | 2007 HR15           | 21 aprilie 2007   | Pises              | Pises                  |
| 199950 Sierpc     | 2007 HK16           | 16 aprilie 2007   | Antares            | Antares Observatory    |
| 199951 –          | 2007 HE24           | 18 aprilie 2007   | Socorro            | LINEAR                 |
| 199952 –          | 2007 HZ25           | 18 aprilie 2007   | Kitt Peak          | Spacewatch             |
| 199953 Mingnaiben | 2007 HK28           | 18 aprilie 2007   | XuYi               | PMO NEO Survey Program |
| 199954 –          | 2007 HP28           | 19 aprilie 2007   | Mount Lemmon       | Mount Lemmon Survey    |
| 199955 –          | 2007 HD30           | 19 aprilie 2007   | Mount Lemmon       | Mount Lemmon Survey    |
| 199956 –          | 2007 HK35           | 19 aprilie 2007   | Kitt Peak          | Spacewatch             |
| 199957 –          | 2007 HA38           | 20 aprilie 2007   | Kitt Peak          | Spacewatch             |
| 199958 –          | 2007 HT41           | 20 aprilie 2007   | Kitt Peak          | Spacewatch             |
| 199959 –          | 2007 HJ44           | 23 aprilie 2007   | Tiki               | S. F. Hönig, N. Teamo  |
| 199960 –          | 2007 HZ47           | 20 aprilie 2007   | Kitt Peak          | Spacewatch             |
| 199961 –          | 2007 HF48           | 20 aprilie 2007   | Kitt Peak          | Spacewatch             |
| 199962 –          | 2007 HB50           | 20 aprilie 2007   | Kitt Peak          | Spacewatch             |
| 199963 –          | 2007 HD52           | 20 aprilie 2007   | Kitt Peak          | Spacewatch             |
| 199964 –          | 2007 HQ53           | 20 aprilie 2007   | Lulin Observatory  | LUSS                   |
| 199965 –          | 2007 HG65           | 22 aprilie 2007   | Catalina           | CSS                    |
| 199966 –          | 2007 HL65           | 22 aprilie 2007   | Catalina           | CSS                    |
| 199967 –          | 2007 HG67           | 23 aprilie 2007   | Kitt Peak          | Spacewatch             |
| 199968 –          | 2007 HE68           | 23 aprilie 2007   | Kitt Peak          | Spacewatch             |
| 199969 –          | 2007 HV72           | 22 aprilie 2007   | Kitt Peak          | Spacewatch             |
| 199970 –          | 2007 HE75           | 22 aprilie 2007   | Kitt Peak          | Spacewatch             |
| 199971 –          | 2007 HA76           | 22 aprilie 2007   | Kitt Peak          | Spacewatch             |
| 199972 –          | 2007 HC84           | 27 aprilie 2007   | Kitt Peak          | Spacewatch             |
| 199973 –          | 2007 HX85           | 24 aprilie 2007   | Kitt Peak          | Spacewatch             |
| 199974 –          | 2007 HY89           | 19 aprilie 2007   | Mount Lemmon       | Mount Lemmon Survey    |
| 199975 –          | 2007 HG90           | 20 aprilie 2007   | Kitt Peak          | Spacewatch             |
| 199976 –          | 2007 JR             | 7 mai 2007        | Mount Lemmon       | Mount Lemmon Survey    |
| 199977 –          | 2007 JB1            | 7 mai 2007        | Kitt Peak          | Spacewatch             |
| 199978 –          | 2007 JZ1            | 7 mai 2007        | Catalina           | CSS                    |
| 199979 –          | 2007 JS4            | 7 mai 2007        | Catalina           | CSS                    |
| 199980 –          | 2007 JN5            | 9 mai 2007        | Mount Lemmon       | Mount Lemmon Survey    |
| 199981 –          | 2007 JQ12           | 7 mai 2007        | Catalina           | CSS                    |
| 199982 –          | 2007 JG13           | 8 mai 2007        | Anderson Mesa      | LONEOS                 |
| 199983 –          | 2007 JJ13           | 8 mai 2007        | Lulin Observatory  | LUSS                   |
| 199984 –          | 2007 JP16           | 7 mai 2007        | Kitt Peak          | Spacewatch             |
| 199985 –          | 2007 JG17           | 7 mai 2007        | Kitt Peak          | Spacewatch             |
| 199986 Chervone   | 2007 JD21           | 9 mai 2007        | Andrushivka        | Andrushivka            |
| 199987 –          | 2007 JL21           | 12 mai 2007       | Tiki               | S. F. Hönig, N. Teamo  |
| 199988 –          | 2007 JM21           | 12 mai 2007       | Tiki               | S. F. Hönig, N. Teamo  |
| 199989 –          | 2007 JK23           | 7 mai 2007        | Catalina           | CSS                    |
| 199990 –          | 2007 JT23           | 8 mai 2007        | Anderson Mesa      | LONEOS                 |
| 199991 –          | 2007 JX24           | 9 mai 2007        | Mount Lemmon       | Mount Lemmon Survey    |
| 199992 –          | 2007 JW25           | 9 mai 2007        | Kitt Peak          | Spacewatch             |
| 199993 –          | 2007 JP27           | 9 mai 2007        | Kitt Peak          | Spacewatch             |
| 199994 –          | 2007 JJ29           | 10 mai 2007       | Mount Lemmon       | Mount Lemmon Survey    |
| 199995 –          | 2007 JV33           | 12 mai 2007       | Mount Lemmon       | Mount Lemmon Survey    |
| 199996 –          | 2007 JA34           | 9 mai 2007        | Mount Lemmon       | Mount Lemmon Survey    |
| 199997 –          | 2007 JB36           | 11 mai 2007       | Catalina           | CSS                    |
| 199998 –          | 2007 JU39           | 11 mai 2007       | Siding Spring      | SSS                    |
| 199999 –          | 2007 JZ39           | 12 mai 2007       | Mount Lemmon       | Mount Lemmon Survey    |
| 200000 –          | 2007 JT40           | 12 mai 2007       | Mount Lemmon       | Mount Lemmon Survey    |

| Predecesor: 198001–199000 | Lista planetelor minore 199001–200000 Semnificații ale numelor: 199001–200000 | Succesor: 200001–201000 |